# Азербайджан на летних Олимпийских играх 2016
Азербайджан на летних Олимпийских играх 2016 был представлен 56 спортсменами в 14 видах спорта. 36 спортсменов выступали на Олимпийских играх впервые: команда впервые была представлена в триатлоне, стрельбе из лука, велосипедном спорте в треке и каноэ-слаломе. Вместе с тем впервые с 1996 года Азербайджан не был представлен в тяжёлой атлетике по причине потери олимпийских лицензий. Азербайджан в Рио-де-Жанейро также представляли трое судей (на соревнованиях по борьбе, гимнастике и боксу), 34 тренера, шесть врачей, физиотерапевты и технические работники.
На Олимпийских играх 2016 года спортсмены Азербайджана завоевали 18 медалей: одну золотую, 7 серебряных и 10 бронзовых. Азербайджан впервые взял медали в гребле и тхэквондо. В итоге сборная заняла 39-е место в неофициальном общекомандном зачёте по количеству золотых медалей; по общему количеству наград она разделила с Новой Зеландией 14—15-е места, лишь на одну медаль отстав от страны-хозяйки Бразилии, заняла седьмое место среди стран Европы, второе — среди республик бывшего Советского Союза и первое — среди мусульманских стран. В рейтинге соотношения общего числа завоёванных медалей к числу спортсменов Азербайджан занял 1-е место, в рейтинге соотношения завоёванных медалей на миллион жителей страны — 8-е место.
На церемонии открытия Олимпийских игр знаменосцем сборной стал бронзовый призёр Игр 2012 года боксёр Теймур Мамедов, а на церемонии закрытия — бронзовый призёр Рио борец Гаджи Алиев. В состав сборной Азербайджана для участия в Играх 2016 года вошёл целый ряд олимпийских призёров, среди них олимпийские чемпионы Тогрул Аскеров, Шариф Шарифов (вольная борьба) и Инна Осипенко-Радомская (гребля на байдарках). Больше половины представлявших Азербайджан на Олимпийских играх спортсменов были натурализованными, 12 из них завоевали медали.

## Медали
На Олимпийских играх в Рио-де-Жанейро сборная Азербайджана завоевала наибольшее количество медалей за свою историю — 18, что на 8 медалей больше, чем за четыре года до этого в Лондоне. Впервые в истории спортсмены Азербайджана удостоились олимпийских медалей в тхэквондо и гребле на байдарках и каноэ, а также серебряных медалей в боксе и дзюдо. Азербайджанским спортсменам удалось завоевать рекордное количество медалей — 9 — в традиционном для Азербайджана виде спорта — борьбе. Если многие призёры впервые стали медалистами Олимпийских игр, то борцы Хетаг Газюмов и Мария Стадник стали уже трёхкратными олимпийскими призёрами, а Тогрул Аскеров и Шариф Шарифов — двукратными. Инна Осипенко-Радомская завоевала в Рио свою пятую олимпийскую медаль в карьере (первые четыре она выигрывала, выступая за Украину).
| Золото  |                         |                                                        |            |
| №       | Спортсмены              | Вид спорта (дисциплина)                                | Дата       |
| 1       | Радик Исаев             | Тхэквондо (свыше 80 кг, мужчины)                       | 20 августа |
| Серебро |                         |                                                        |            |
| №       | Спортсмены              | Вид спорта (дисциплина)                                | Дата       |
| 1       | Рустам Оруджев          | Дзюдо (до 73 кг, мужчины)                              | 8 августа  |
| 2       | Эльмар Гасымов          | Дзюдо (до 100 кг, мужчины)                             | 11 августа |
| 3       | Мария Стадник           | Борьба (вольная, до 48 кг, женщины)                    | 17 августа |
| 4       | Валентин Демьяненко     | Гребля на байдарках и каноэ (C-1, 200 метров, мужчины) | 18 августа |
| 5       | Лоренсо Сотомайор       | Бокс (до 64 кг, мужчины)                               | 21 августа |
| 6       | Торгул Аскеров          | Борьба (вольная, до 65 кг, мужчины)                    | 21 августа |
| 7       | Хетаг Газюмов           | Борьба (вольная, до 97 кг, мужчины)                    | 21 августа |
| Бронза  |                         |                                                        |            |
| №       | Спортсмены              | Вид спорта (дисциплина)                                | Дата       |
| 1       | Сабах Шариати           | Борьба (греко-римская, до 130 кг, мужчины)             | 15 августа |
| 2       | Расул Чунаев            | Борьба (греко-римская, до 66 кг, мужчины)              | 16 августа |
| 3       | Инна Осипенко-Радомская | Гребля на байдарках и каноэ (K-1, 200 метров, женщины) | 16 августа |
| 4       | Патимат Абакарова       | Тхэквондо (до 49 кг, женщины)                          | 17 августа |
| 5       | Камран Шахсуварлы       | Бокс (до 75 кг, мужчины)                               | 18 августа |
| 6       | Наталья Синишин         | Борьба (вольная, до 53 кг, женщины)                    | 18 августа |
| 7       | Гаджи Алиев             | Борьба (вольная, до 57 кг, мужчины)                    | 19 августа |
| 8       | Джабраил Гасанов        | Борьба (вольная, до 74 кг, мужчины)                    | 19 августа |
| 9       | Милад Харчегани         | Тхэквондо (до 80 кг, мужчины)                          | 19 августа |
| 10      | Шариф Шарифов           | Борьба (вольная, до 86 кг, мужчины)                    | 20 августа |

| Медали по видам спорта      | Медали по видам спорта | Медали по видам спорта | Медали по видам спорта | Медали по видам спорта |
| --------------------------- | ---------------------- | ---------------------- | ---------------------- | ---------------------- |
| Вид спорта                  | 1                      | 2                      | 3                      | Итого                  |
| Бокс                        | 0                      | 1                      | 1                      | 2                      |
| Борьба                      | 0                      | 3                      | 6                      | 9                      |
| Гребля на байдарках и каноэ | 0                      | 1                      | 1                      | 2                      |
| Дзюдо                       | 0                      | 2                      | 0                      | 2                      |
| Тхэквондо                   | 1                      | 0                      | 2                      | 3                      |
| Всего                       | 1                      | 7                      | 10                     | 18                     |

| Медали по дням | Медали по дням | Медали по дням | Медали по дням | Медали по дням |
| -------------- | -------------- | -------------- | -------------- | -------------- |
| Дата           | 1              | 2              | 3              | Итого          |
| 6 августа      | 0              | 0              | 0              | 0              |
| 7 августа      | 0              | 0              | 0              | 0              |
| 8 августа      | 0              | 1              | 0              | 1              |
| 9 августа      | 0              | 0              | 0              | 0              |
| 10 августа     | 0              | 0              | 0              | 0              |
| 11 августа     | 0              | 1              | 0              | 1              |
| 12 августа     | 0              | 0              | 0              | 0              |
| 13 августа     | 0              | 0              | 0              | 0              |
| 14 августа     | 0              | 0              | 0              | 0              |
| 15 августа     | 0              | 0              | 1              | 1              |
| 16 августа     | 0              | 0              | 2              | 2              |
| 17 августа     | 0              | 1              | 1              | 2              |
| 18 августа     | 0              | 1              | 2              | 3              |
| 19 августа     | 0              | 0              | 3              | 3              |
| 20 августа     | 1              | 0              | 1              | 2              |
| 21 августа     | 0              | 3              | 0              | 3              |
| Всего          | 1              | 7              | 10             | 18             |

| Медали по полу | Медали по полу | Медали по полу | Медали по полу | Медали по полу |
| -------------- | -------------- | -------------- | -------------- | -------------- |
| Пол            | 1              | 2              | 3              | Итого          |
| Мужчины        | 1              | 6              | 7              | 14             |
| Женщины        | 0              | 1              | 3              | 4              |
| Всего          | 1              | 7              | 10             | 18             |

## Состав сборной

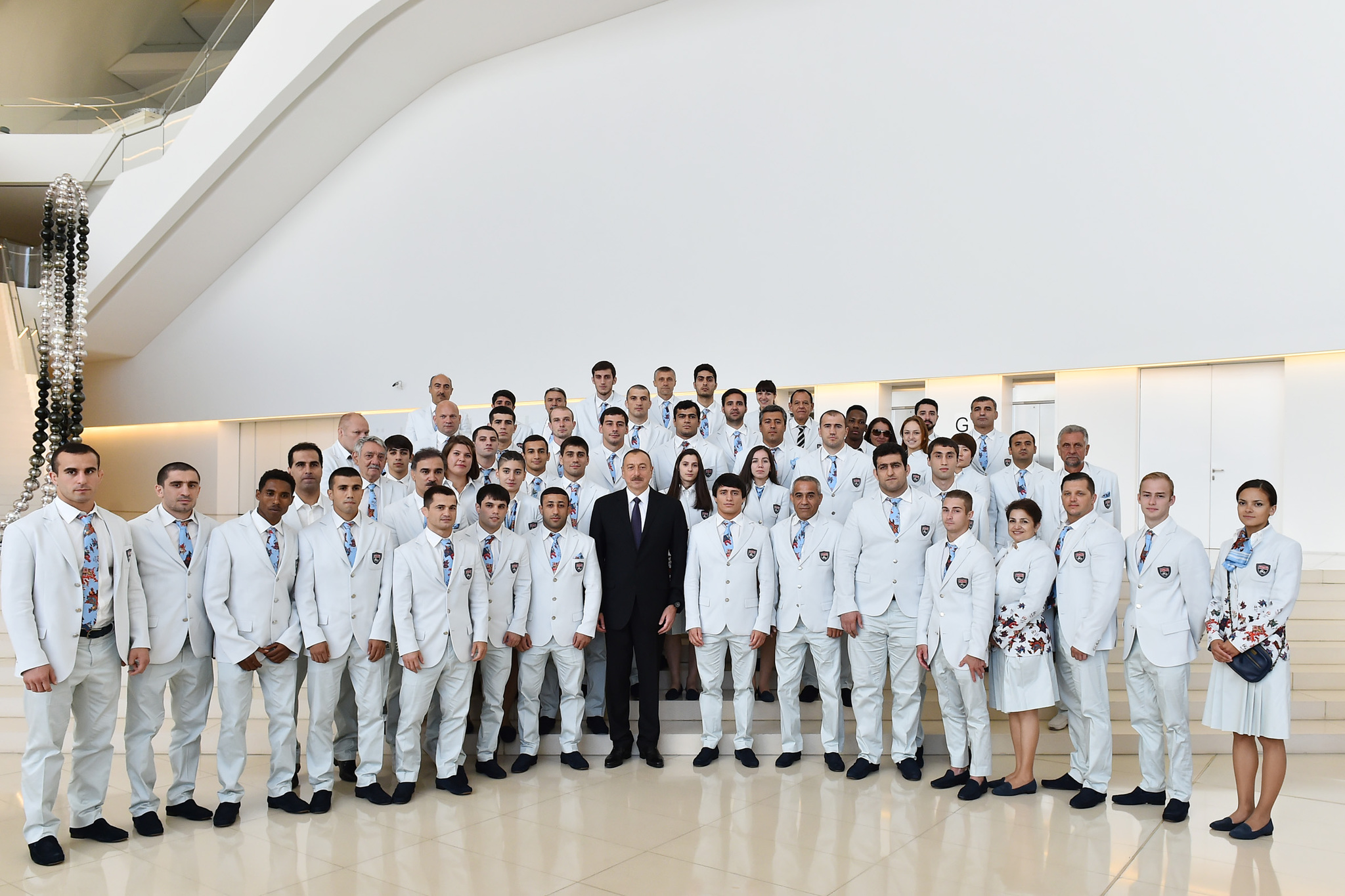
Президент Азербайджана Ильхам Алиев со спортсменами Азербайджана — участниками XXXI летних Олимпийских игр, 18 июля 2016 года

На летних Олимпийских играх Азербайджан представили 56 спортсменов в 14 видах спорта. В состав сборной Азербайджана для участия в Играх 2016 года вошёл целый ряд олимпийских призёров: олимпийские чемпионы Тогрул Аскеров, Шариф Шарифов (вольная борьба) и Инна Осипенко-Радомская (гребля на байдарках), серебряные призёры Ровшан Байрамов (греко-римская борьба) и Мария Стадник (женская борьба), бронзовые призёры Хетаг Газюмов (вольная борьба), Юлия Раткевич (женская борьба), Теймур Мамедов и Магомедрасул Меджидов (бокс). Более половины членов сборной были натурализованными (ранее они выступали за такие страны, как Россия, Куба, Украина, Эфиопия, Болгария, Словения, Иран, Молдова, Беларусь, Грузия и Кения, 12 из них в дальнейшем завоевали медали. Самым молодым членом сборной была 14-летняя пловчиха Фатима Алкеримова, а самой старшей — 33-летняя Инна Осипенко-Радомская, состязавшаяся в гребле на байдарках. На церемонии открытия Олимпийских игр знаменосцем сборной стал бронзовый призёр Игр 2012 года боксёр Теймур Мамедов, а на церемонии закрытия — бронзовый призёр Олимпиады-2016 борец Гаджи Алиев.
36 спортсменов выступали на Олимпийских играх в первый раз: команда впервые была представлена в триатлоне, стрельбе из лука, велосипедном спорте в треке и каноэ-слаломе. Вместе с тем впервые с 1996 года Азербайджан не был представлен в тяжёлой атлетике по причине потери олимпийских лицензий: после того, как 7 тяжелоатлетов страны были дисквалифицированы из-за проваленных допинг-тестов в разных соревнованиях, сборная Азербайджана лишилась двух олимпийских лицензий, а опустившись в квалификационном рейтинге на 31-е место, окончательно утратила все олимпийские лицензии по тяжёлой атлетике. Азербайджан в Рио-де-Жанейро также представляли трое судей (на соревнованиях по борьбе, гимнастике и боксу), 34 тренера, шесть врачей, физиотерапевты и технические работники.
 Академическая гребля
1. Александар Александров
2. Борис Йотов

 Бокс
1. Абдулкадир Абдуллаев
2. Парвиз Багиров
3. Руфат Гусейнов
4. Теймур Мамедов
5. Эльвин Мамишзаде
6. Магомедрасул Меджидов
7. Альберт Селимов
8. Лоренцо Сотомайор
9. Джавид Челебиев
10. Камран Шахсуварлы
11. Яна Алексеевна

 Борьба
Вольная борьба
1. Гаджи Алиев
2. Тогрул Аскеров
3. Джабраил Гасанов
4. Шариф Шарифов
5. Хетаг Газюмов
6. Джамаледдин Магомедов
7. Наталья Синишин
8. Мария Стадник
9. Юлия Раткевич

Греко-римская борьба
1. Ровшан Байрамов
2. Расул Чунаев
3. Эльвин Мурсалиев
4. Саман Тахмасиби
5. Сабах Шариати

Велоспорт
 Шоссейный велоспорт
1. Максим Аверин
2. Елена Павлухина

 Трековый велоспорт
1. Ольга Исмаилова

Гребля на байдарках и каноэ
 Гребля на гладкой воде
1. Валентин Демьяненко
2. Инна Осипенко-Радомская

 Гребной слалом
1. Юре Меглич

 Дзюдо
1. Эльмар Гасымов
2. Ушанги Кокаури
3. Мамедали Мехдиев
4. Рустам Оруджев
5. Орхан Сафаров
6. Ниджат Шихализаде

 Лёгкая атлетика
1. Назим Бабаев
2. Хайле Ибрагимов
3. Эванс Киплагат
4. Анна Скидан

 Плавание
1. Борис Кириллов
2. Фатима Алкеримова

 Спортивная гимнастика
1. Пётр Пахнюк
2. Олег Степко

 Стрельба
1. Руслан Лунёв

 Стрельба из лука
1. Ольга Сенюк

 Триатлон
1. Ростислав Певцов

 Тхэквондо
1. Радик Исаев
2. Милад Харчегани
3. Патимат Абакарова
4. Фарида Азизова

 Фехтование
1. Сабина Микина

 Художественная гимнастика
1. Марина Дурунда

## Результаты соревнований

### Академическая гребля
В следующий раунд из каждого заезда проходили несколько лучших экипажей (в зависимости от дисциплины). В утешительный заезд попадали спортсмены, выбывшие в предварительном раунде. В финал «A» выходили 6 сильнейших экипажей, остальные разыгрывали места в утешительных финалах «B»-«F». Азербайджан в академической гребле представляли Александар Александров и Борис Йотов. Свои лицензии они завоевали в сентябре 2015 года на чемпионате мира в Эгбелете (Франция), пройдя дистанцию в 2000 м в финале «B» седьмыми. В Рио Александров и Йотов тоже не смогли побороться за высокие места, пробившись на дистанции 2000 м лишь в финал «В».
Мужчины
| Соревнование  | Спортсмены                         | Предварительный заезд | Предварительный заезд | Предварительный заезд | Отборочный заезд | Отборочный заезд | Отборочный заезд | Четвертьфинал | Четвертьфинал | Четвертьфинал | Полуфинал | Полуфинал | Полуфинал | Финал   | Финал   | Итоговое место |
| Соревнование  | Спортсмены                         | Заезд                 | Время                 | Место                 | Заезд            | Время            | Место            | Заезд         | Время         | Место         | Заезд     | Время     | Место     | Время   | Место   | Итоговое место |
| ------------- | ---------------------------------- | --------------------- | --------------------- | --------------------- | ---------------- | ---------------- | ---------------- | ------------- | ------------- | ------------- | --------- | --------- | --------- | ------- | ------- | -------------- |
| двойки парные | Александар Александров Борис Йотов | 1                     | 6:40,52               | 2 Q                   | не участвовали   | не участвовали   | не участвовали   | не проводится | не проводится | не проводится | 2         | 6:37,49   | 6 QB      | Финал B | Финал B | 12             |
| двойки парные | Александар Александров Борис Йотов | 1                     | 6:40,52               | 2 Q                   | не участвовали   | не участвовали   | не участвовали   | не проводится | не проводится | не проводится | 2         | 6:37,49   | 6 QB      | 7:24,03 | 6       | 12             |

### Бокс

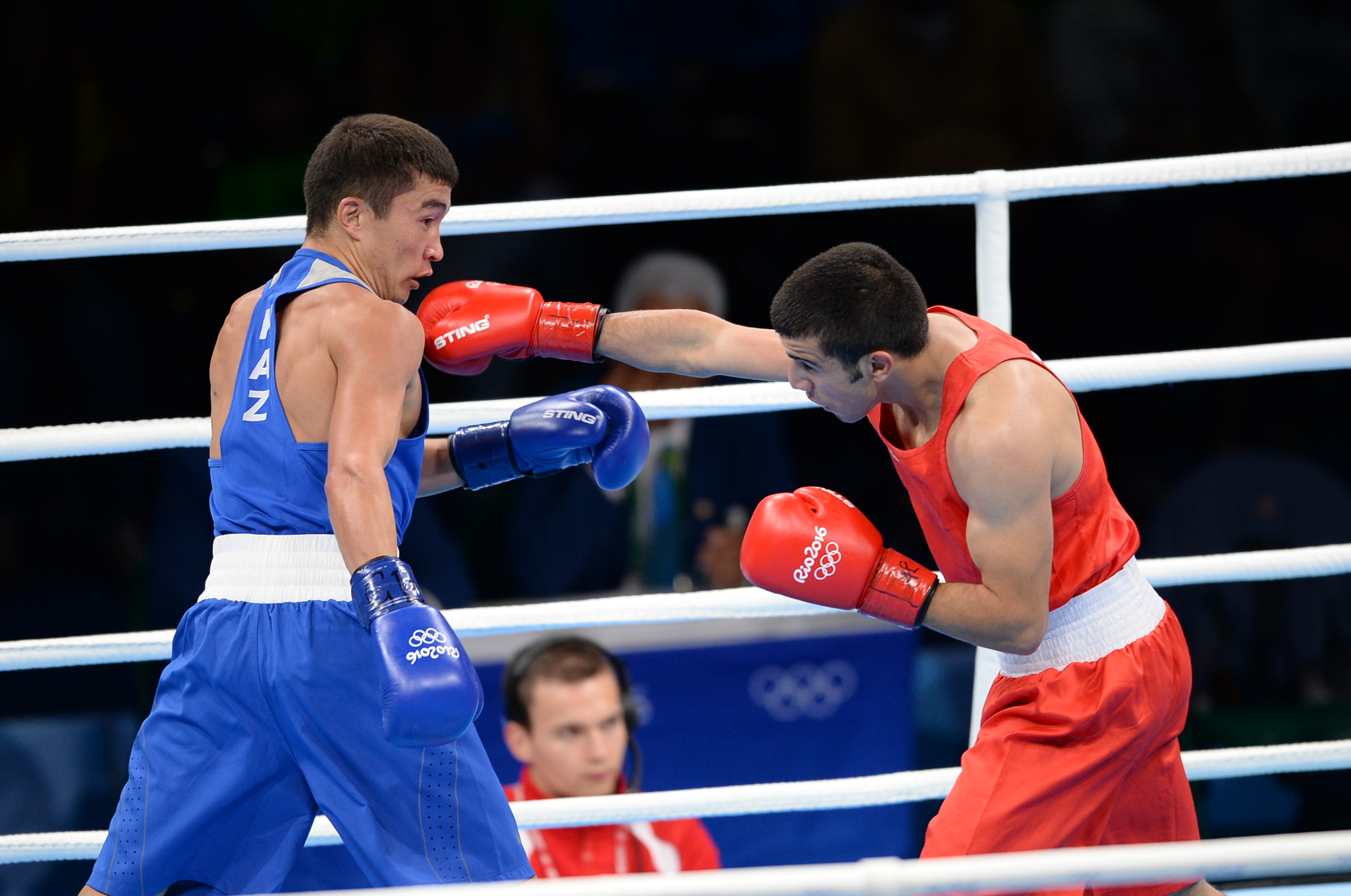
Джавид Челебиев (в красном) в поединке против Кайрата Ералиева из Казахстана

Квоты, завоёванные спортсменами на олимпийский турнир по боксу, являются именными. Если от одной страны путёвки на Игры завоёвывали два и более спортсмена, то право выбора боксёра предоставлялась национальному Олимпийскому комитету. Соревнования по боксу проходили по системе плей-офф. Для победы в олимпийском турнире боксёру необходимо было одержать либо четыре, либо пять побед в зависимости от жеребьёвки соревнований. Оба спортсмена, проигравшие в полуфинальных поединках, становились обладателями бронзовых наград.
Азербайджан на Олимпийских играх был представлен 12 спортсменами: полным составом среди мужчин и одной девушкой. Для четырёх боксёров (Магомедрасула Меджидова, Теймура Мамедова, Альберта Селимова и Эльвина Мамишзаде) это были вторые Олимпийские игры в карьере, остальные боксёры впервые принимали участие в Олимпиаде. Сборы боксёрская команда Азербайджана проводила в Колорадо (США). Главными претендентами на медали считались бронзовые призёры Олимпийских игр 2012 года Магомедрасул Меджидов и Теймур Мамедов, а также чемпионы мира Эльвин Мамишзаде и Джавид Челебиев. Однако все они завершили Олимпиаду без наград.

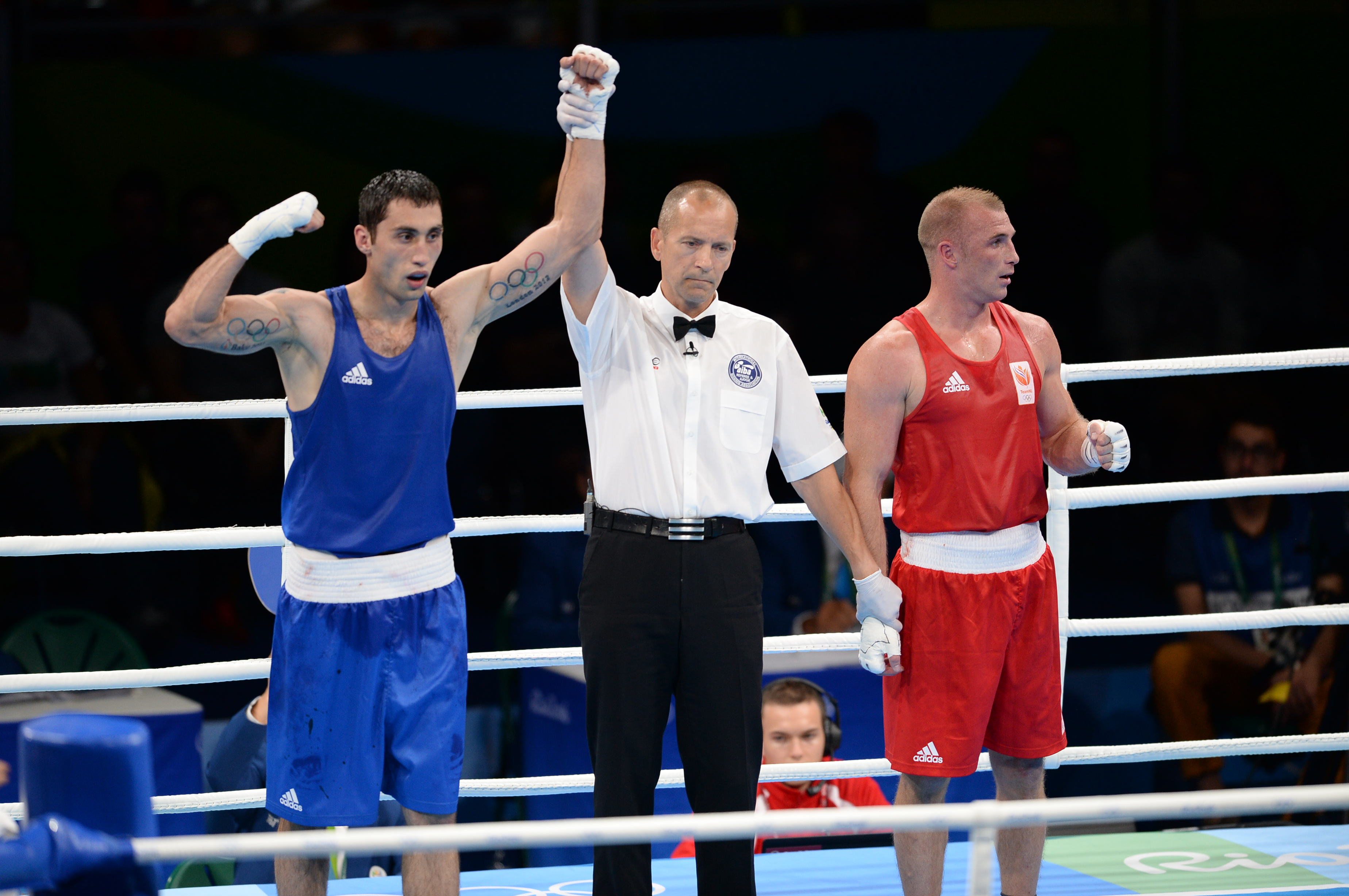
Судья объявляет победу Теймура Мамедова над Петером Мюлленбергом из Нидерландов

Так, чемпион мира 2015 года Эльвин Мамишзаде в четвертьфинале проиграл Шахобиддину Зоирову из Узбекистана, а чемпион мира 2013 года Джавид Челебиев в первом же поединке уступил боксёру из Казахстана Кайрату Ералиеву. После боя Челебиев выразил несогласие с решением судей, назвав его нечестным. Поражение же Мамишзаде вице-президент Федерации бокса Азербайджана Агаджан Абиев связал с тем, что тот бился не так грубо и провёл «слишком классический бой». Знаменосец сборной Теймур Мамедов провёл на Олимпиаде всего три встречи и в каждой из них, по словам спортивных обозревателей, выглядел слабее предыдущей. В четвертьфинале Мамедов проиграл Адильбеку Ниязымбетову из Казахстана. Своё поражение Мамедов объяснил тем, что неверно выстроил тактику в последнем бою. Магомедрасул Меджидов также смог дойти до четвертьфинала, где досрочно проиграл Ивану Дычко из Казахстана, поскольку во втором раунде получил рассечение брови и врач не позволил ему продолжать бой.

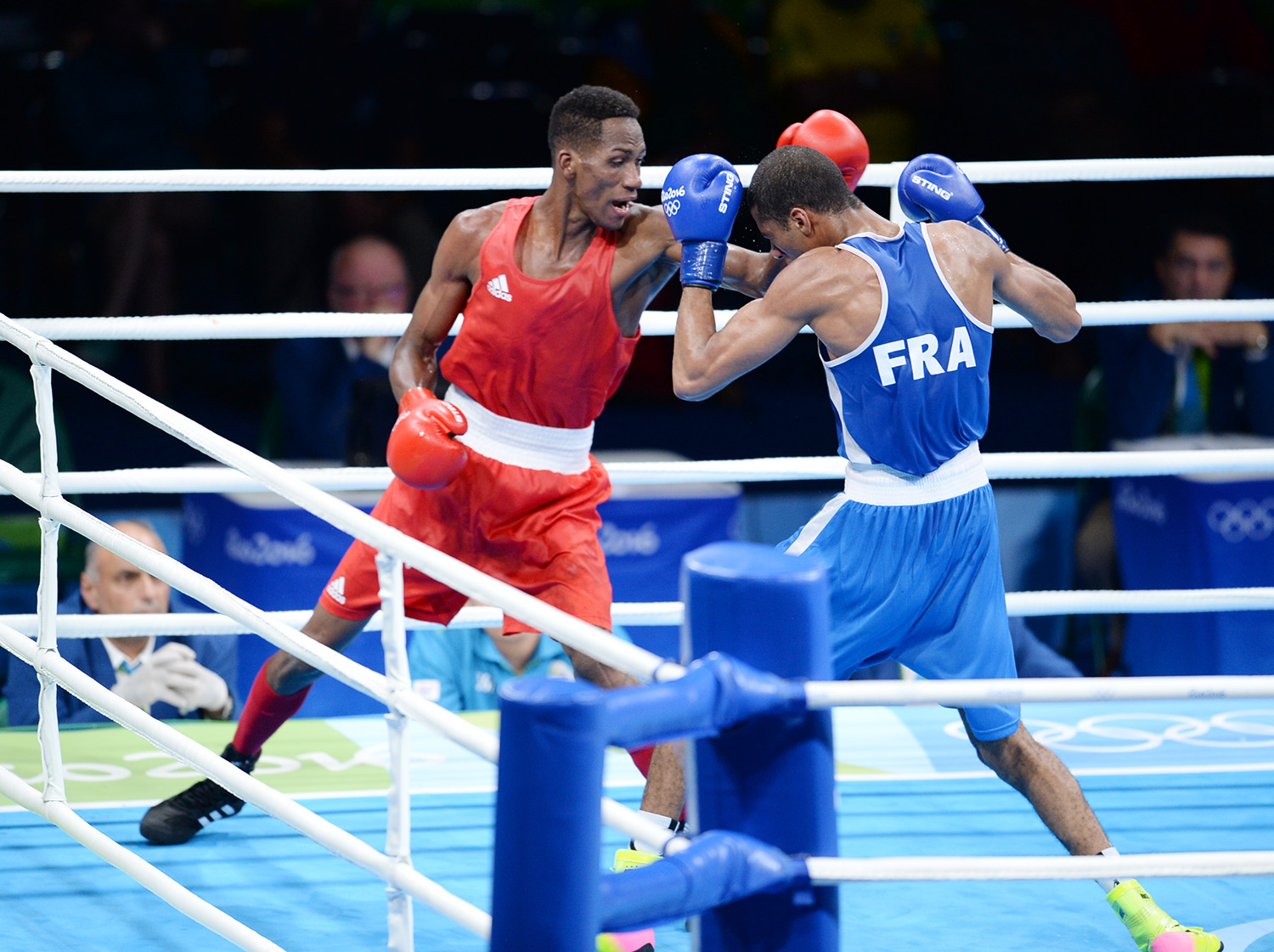
Лоренсо Сотомайор (в красном) в поединке против Хассана Амзиля из Франции

Неожиданным стал прорыв Камрана Шахсуварлы, который смог завоевать путёвку на Олимпийские игры в заключительном квалификационном турнире в Баку, уступив в четвертьфинале ирландцу Майклу О’Райли. В связи с тем, что на турнире разыгрывалось пять лицензий на Олимпийские игры, кроме полуфиналистов путёвку получал боксёр, проигравший победителю соревнований. На счастье Шахсуварлы победу в турнире одержал О’Райли и азербайджанцу досталась последняя путёвка на Игры. На самой Олимпиаде Шахсуварлы завоевал бронзовую медаль, проиграв лишь в полуфинале чемпиону мира 2015 года Арлену Лопесу из Кубы. Лопес, победив в финале, стал олимпийским чемпионом. Выступавший в весовой категории до 64 кг победитель Европейских игр 2015 года Лоренсо Сотомайор стал первым боксёром из Азербайджана, вышедшим в финал Олимпийских игр. В финале, который состоялся в последний день Олимпиады, Сотомайор, несмотря на то, что выиграл первый раунд, в итоге проиграл боксёру из Узбекистана Фазлиддину Гаибназарову. Вице-президент Федерации бокса Азербайджана Агаджан Абиев обвинил судейство в несправедливом ведении боя, заявив, что у Сотомайора «отняли победу». Таким образом Лоренсо Сотомайор стал первым боксёром из Азербайджана, завоевавшим серебряную медаль Олимпийских игр.

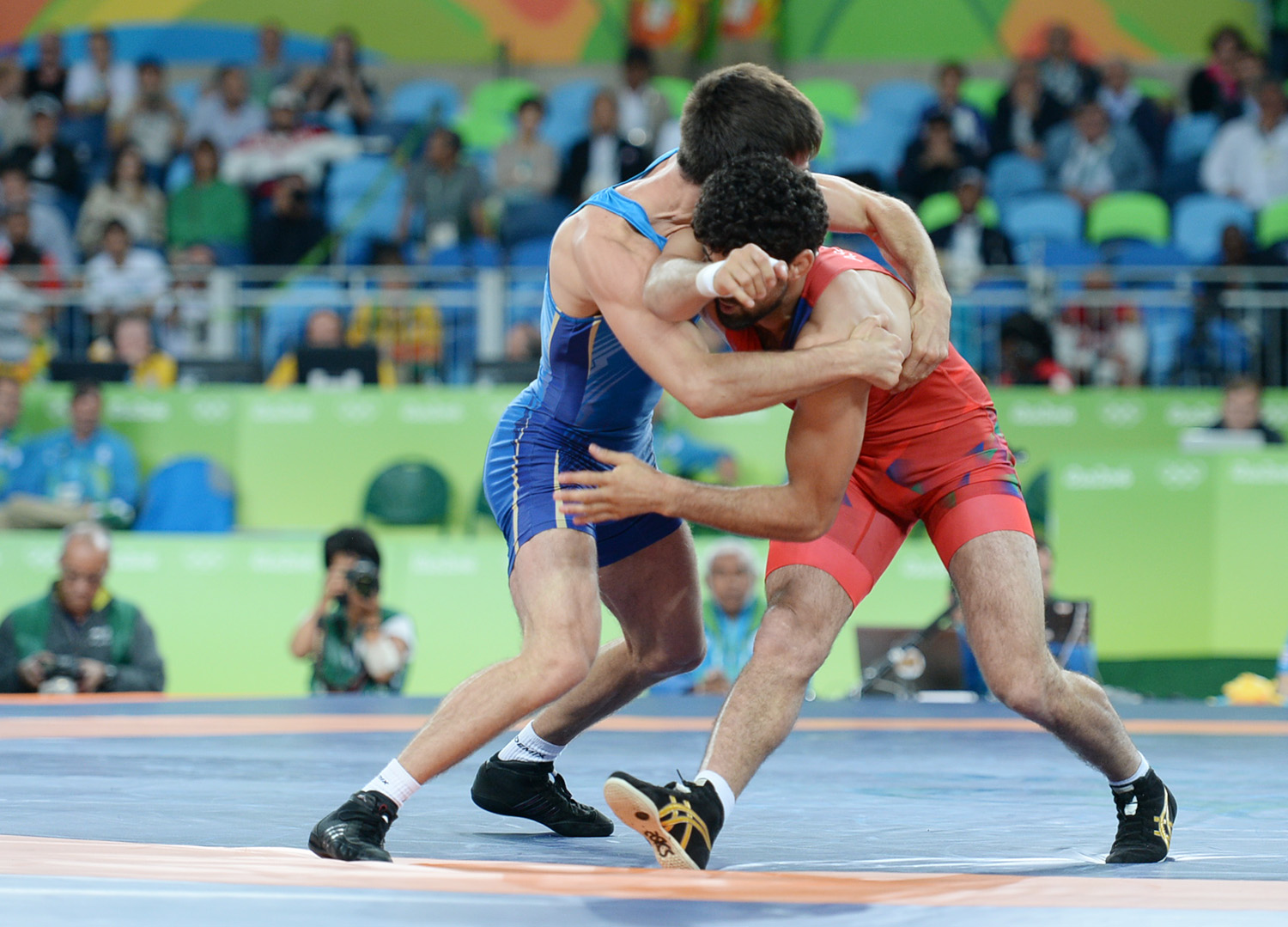
Тогрул Аскеров (в красном) и Сослан Рамонов (Россия) борются в финале

В итоге сборная Азербайджана по боксу завершила Олимпийские игры с двумя медалями: одной серебряной у Лоренсо Сотомайора и одной бронзовой у Камрана Шахсуварлы. В общекомандном зачёте страна поделила с Колумбией 10-е место.
Мужчины
| Категория   | Спортсмены               | Первый раунд          | Второй раунд                | Четвертьфинал               | Полуфинал                | Финал                       | Место                |
| Категория   | Спортсмены               | Соперник Результат    | Соперник Результат          | Соперник Результат          | Соперник Результат       | Соперник Результат          | Место                |
| ----------- | ------------------------ | --------------------- | --------------------------- | --------------------------- | ------------------------ | --------------------------- | -------------------- |
| до 49 кг    | Руфат Гусейнов           | NAMМ. Амуньела П 0:3  | завершил выступление        | завершил выступление        | завершил выступление     | завершил выступление        | завершил выступление |
| до 52 кг    | Эльвин Мамишзаде (1)     | не участвовал         | KAZО. Саттыбаев В 3:0       | UZBШ. Зоиров П 0:3          | завершил выступление     | завершил выступление        | 5                    |
| до 56 кг    | Джавид Челебиев          | KAZК. Ералиев П 1:2   | завершил выступление        | завершил выступление        | завершил выступление     | завершил выступление        | завершил выступление |
| до 60 кг    | Альберт Селимов (2)      | не участвовал         | IRLД.О. Джойс В 3:0         | FRAС. Умиа (7) П 0:3        | завершил выступление     | завершил выступление        | 5                    |
| до 64 кг    | Лоренсо Сотомайор (7)    | UKRВ. Матвийчук В 3:0 | FRAХ. Амзиль В 2:1          | CUBЯ. Толедо (2) В 3:0      | GERА. Арутюнян (3) В 3:0 | UZBФ. Гаибназаров (5) П 1:2 | 2                    |
| до 69 кг    | Парвиз Багиров (3)       | не участвовал         | FRAС. Сиссоко П 0:3         | завершил выступление        | завершил выступление     | завершил выступление        | завершил выступление |
| до 75 кг    | Камран Шахсуварлы        | CHNЧжао Минган В 3:0  | RUSА. Чеботарёв (4) В 2:1   | KAZЖ. Алимханулы (5) В 2:1  | CUBА. Лопес (1) П 0:3    | завершил выступление        | 3                    |
| до 81 кг    | Теймур Мамедов           | UKRД. Солоненко В 3:0 | NEDП. Мюлленберг (7) В 3:0  | KAZА. Ниязымбетов (2) П 0:3 | завершил выступление     | завершил выступление        | 5                    |
| до 91 кг    | Абдулкадир Абдуллаев (4) | не участвовал         | FRAП. Омба Бионголо В TKO-I | UZBР. Тулаганов (5) П 0:3   | завершил выступление     | завершил выступление        | 5                    |
| свыше 91 кг | Магомедрасул Меджидов    | MARМ. Арджауи В 3:0   | KAZИ. Дычко (2) П 0:3       | завершил выступление        | завершил выступление     | завершил выступление        | завершил выступление |

Женщины
| Категория | Спортсмены         | Первый раунд       | Четвертьфинал         | Полуфинал             | Финал                 | Место |
| Категория | Спортсмены         | Соперник Результат | Соперник Результат    | Соперник Результат    | Соперник Результат    | Место |
| --------- | ------------------ | ------------------ | --------------------- | --------------------- | --------------------- | ----- |
| до 60 кг  | Яна Алексеевна (4) | не участвовала     | CHNИнь Цзюньхуа П 0:3 | завершила выступление | завершила выступление | 5     |

### Борьба
В соревнованиях по борьбе, как и на предыдущих трёх Играх, разыгрывалось 18 комплектов наград — по 6 у мужчин в вольной и греко-римской борьбе и 6 у женщин в вольной борьбе. Турнир проходил по олимпийской системе с выбыванием. В утешительный раунд попадали участники, проигравшие в своих поединках будущим финалистам соревнований. Каждый поединок состоял из двух раундов по 3 минуты, победителем становился спортсмен, набравший большее количество технических очков. По окончании схватки в зависимости от результатов спортсменам начислялись классификационные очки. Сборная Азербайджана была представлена в соревнованиях по борьбе четырнадцатью спортсменами: полным составом из шести борцов в вольной борьбе среди мужчин, пятью борцами греко-римского стиля и тремя представительницами женской вольной борьбы.

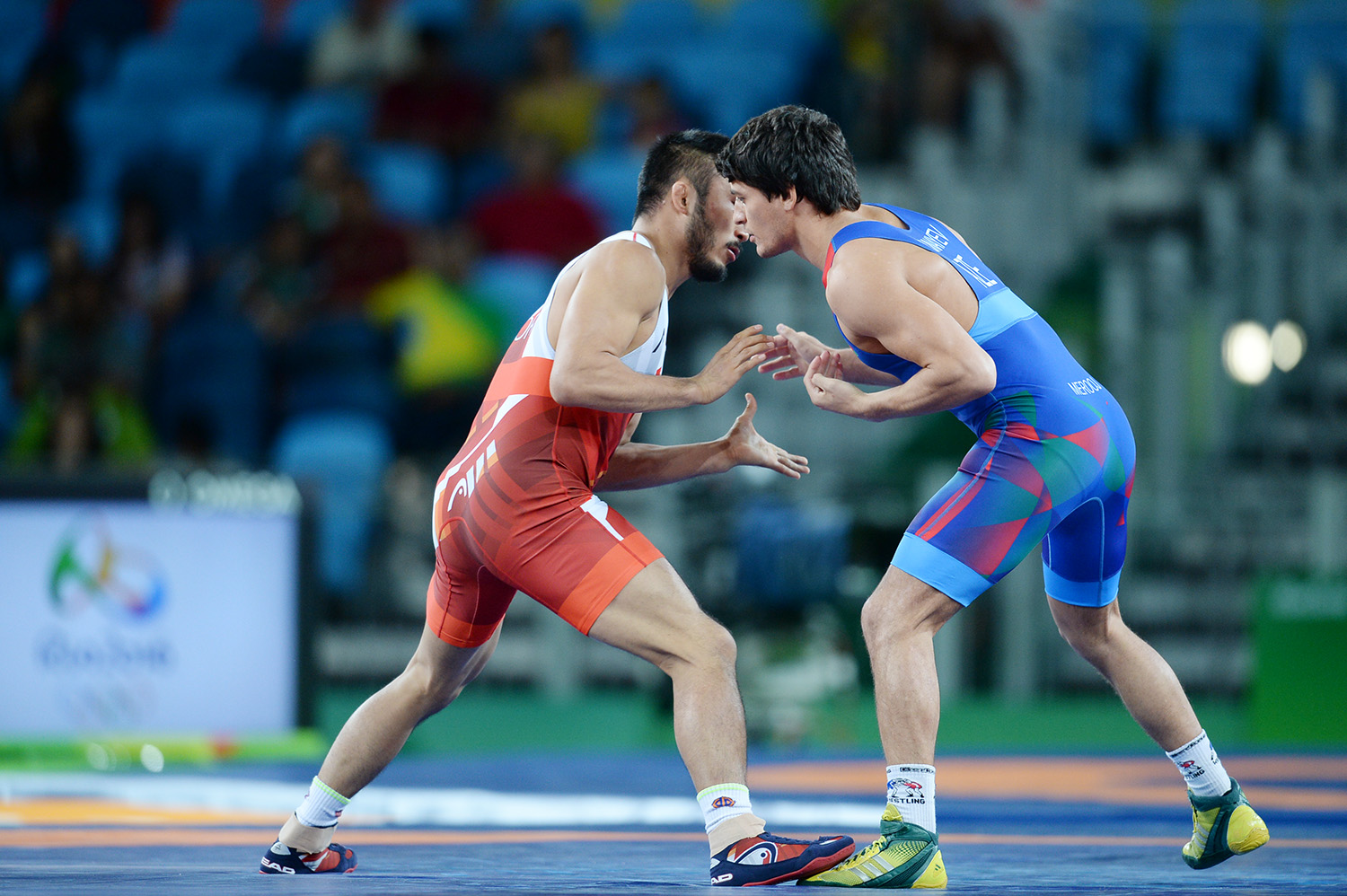
Борец греко-римского стиля Расул Чунаев (в синем) в схватке за 3-е место с Рю Хан Су из Кореи

Первыми на ковёр вышли борцы греко-римского стиля. Главными претендентами на победу в данной дисциплине от Азербайджана считались двукратный серебряный призёр Олимпийских игр и чемпион мира 2011 года Ровшан Байрамов, который приехал в Рио, рассчитывая только на золотую медаль, и чемпион мира 2015 года Расул Чунаев. Досрочно одолев первых двух соперников, Байрамов неожиданно уступил в полуфинале Синобу Оте из Японии: ведя в счёте 2:0, он попал на приём Синобу, который положил его на лопатки. В схватке за бронзовую медаль Байрамов не смог победить Стига Андре Берге из Норвегии. Встреча завершилась со счётом 1:1 и Байрамов проиграл за счёт того, что последний бросок провёл Берге. Таким образом, Байрамов, двукратный призёр Игр, завершил свою третью Олимпиаду без медалей.
Две медали в мужской греко-римской борьбе принесли Азербайджану Сабах Шариати (весовая категория до 130 кг) и Расул Чунаев (до 66 кг). Чунаев, ставший в 2015 году чемпионом мира в весовой категории до 71 кг, дошёл до полуфинала, победив по ходу турнира троих соперников, среди которых был олимпийский чемпион Ислам Бека-Альбиев из России, однако в полуфинале проиграл Миграну Арутюняну из Армении. Поражение в полуфинале Чунаев объяснил снижением веса, тем, что давно не выступал в весовой категории до 66 кг, а также тем, что «кое-какие люди испортили психологическую подготовку». Соперником Чунаева в схватке за третье место был чемпион мира 2014 года и серебряный призёр мирового первенства 2015 года кореец Рю Хан Су, которого он досрочно победил со счётом 8:0, став обладателем бронзовой награды. Шариати же, победив в первой встрече, в четвертьфинале проиграл борцу из Турции Рыза Каяалпу. Выход турецкого борца в финал соревнований позволил Шариати бороться за бронзовую медаль. В этой схватке Шариати досрочно победил Эдуарда Поппа из Германии, затратив на это всего лишь 107 секунд. Поражение от Каяалпа Шариати объяснил болью в горле, в схватке же с борцом из Германии, которому Шариати ранее проигрывал, он, по его собственным словам, выстроил иную тактику и выиграл.

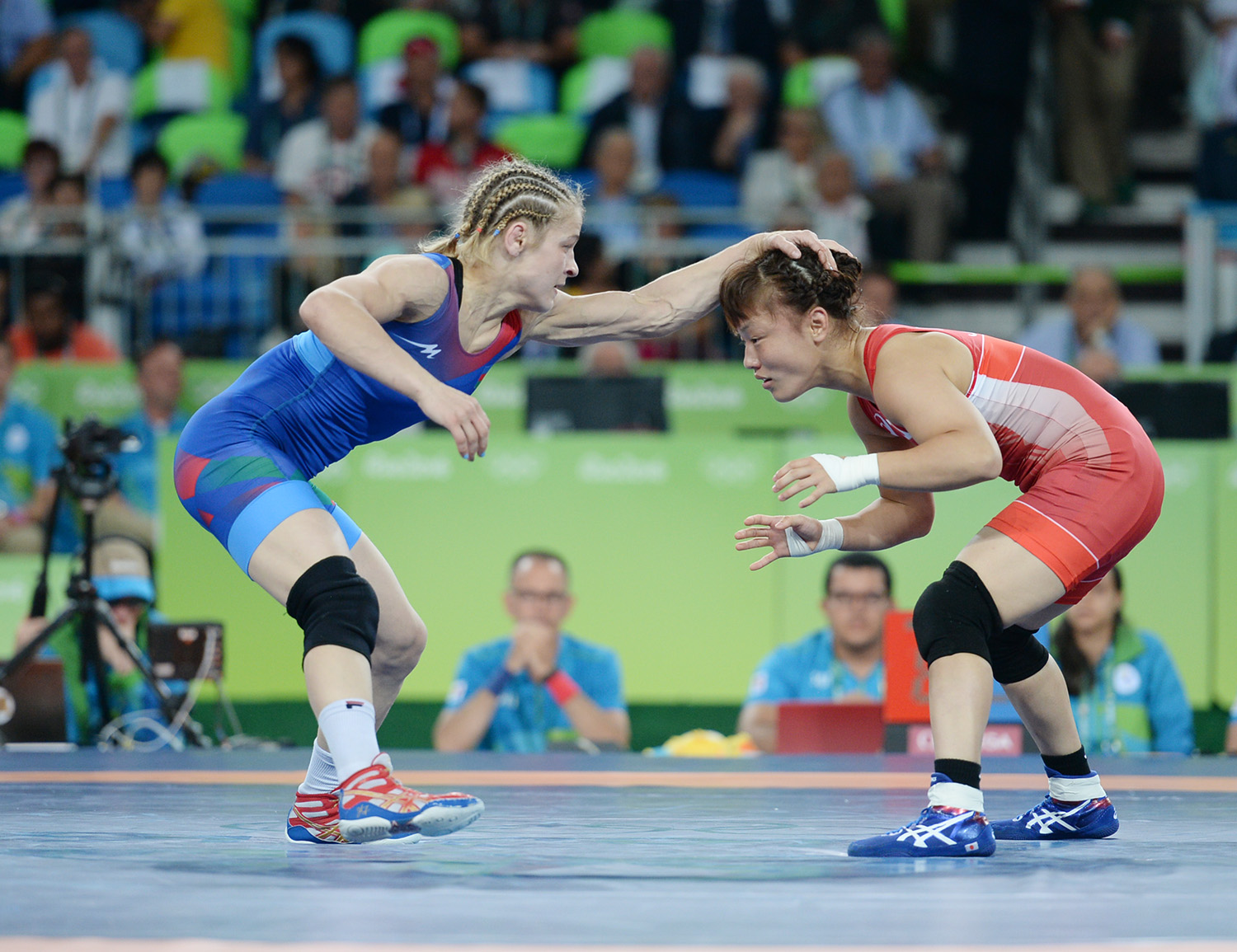
Мария Стадник (в синем) в финальной схватке с Эри Тосаке из Японии

Впервые с 2004 года азербайджанским борцам греко-римского стиля не удалось пробиться в финал Олимпийских игр. Олимпийский чемпион 2004 года и бывший тренер сборной по греко-римской борьбе Фарид Мансуров назвал две заработанные медали «героизмом», а поражение Ровшана Байрамова — результатом плохой подготовки из-за работы тренеров. Поражение Расула Чунаева в полуфинале Мансуров отказался связывать со сгонкой веса.
Главной претенденткой на победу в вольной борьбе среди азербайджанских женщин считалась чемпионка мира 2009 года и двукратный призёр Олимпийских игр Мария Стадник. В весовой категории до 48 кг она сумела дойти до финала, но как и за четыре года до этого, проиграла — на этот раз трёхкратной чемпионке мира Эри Тосаке из Японии. Ведя со счётом 2:0, Стадник на последних секундах схватки пропустила приём, и в итоге победа досталась японской спортсменке. Завоевав серебряную медаль, Стадник стала первым в истории Азербайджана трёхкратным призёром Олимпийских игр. Будучи расстроена поражением, на пьедестале почёта она сняла медаль с шеи и перед фотокорреспондентами стала позировала без неё. После церемонии награждения её утешали президент Международного олимпийского комитета Томас Бах и президент Всемирного союза борьбы Ненад Лалович. Причину поражения на последних секундах борьбы Стадник объяснила тем, что должна была уходить от борьбы ближе к концу, но, опасаясь того, что японка получит очко за её пассивность, действовала активней, чем нужно. То, что судьи не давали ей очки за пассивность Тосаки, Стадник назвала ошибкой. Спустя несколько дней, отойдя от шока, она заявила журналистам, что довольна и серебряной медалью.
Бронзовый призёр Олимпийских игр в Лондоне и чемпионка мира 2009 года Юлия Раткевич завершила свои вторые Олимпийские игры без медалей. В полуфинале она проиграла трёхкратной олимпийской чемпионке и десятикратной чемпионке мира Каори Итё из Японии, а в поединке за бронзовую медаль — Марве Амри из Туниса, которого ранее с лёгкостью побеждала. При этом, ведя в поединке с Амри со счётом 3:0, Раткевич в итоге проиграла со счётом 3:6. После окончания поединка Раткевич заявила, что не поняла, как случилось, что она проиграла. По её словам, когда счёт был 3:0, надо было взять ещё 2 балла.
Вторую медаль для Азербайджана в женской борьбе завоевала чемпионка Европы 2016 года Наталья Синишин. Проиграв в первой же встрече легендарной японке трёхкратной олимпийской чемпионке и тринадцатикратной чемпионке мира Саори Ёсида, Синишин получила право бороться за бронзовую медаль благодаря тому, что Ёсида дошла до финала. В решающей схватке Синишин победила Анжелику Вильегас из Венесуэлы. Однако отпраздновать победу и пробежать почётный круг на ковре с национальным флагом она не смогла, так не смогла найти флаг Азербайджана: в зале не оказалось азербайджанских болельщиков, приехавших её поддержать.
Последними на ковёр вышли борцы вольного стиля. Пяти из шести борцов, представлявшим Азербайджан, удалось завоевать медали Олимпийских игр. В весовой категории до 57 кг Гаджи Алиев — двукратный чемпион мира в весе до 61 кг — на своей дебютной Олимпиаде взял бронзовую медаль, одолев в решающей схватке Владимира Дубова из Болгарии. Поражение в полуфинале будущему чемпиону Владимиру Хинчегашвили Алиев объяснил нехваткой времени. Алиев также отметил, что в поединке за бронзу в связи с тем, что сбросил вес, стал сильно уставать. Другую бронзовую медаль, в весовой категории до 74 кг, в этот же день удалось взять Джабраилу Гасанову. На своих вторых Олимпийских играх Гасанов дошёл до полуфинала, где проиграл российскому борцу Ануару Гедуеву. Несмотря на то, что Гасанов вёл со счётом 4:0, Гедуеву удалось провести приём и выиграть, набрав 5 очков. Своё поражение Гасанов объяснил тем, что Гедуев был очень силён, но упомянул и судейскую несправедливость. Так, по словам Гасанова, судьи трижды дали отдохнуть Гедуеву и тот сумел прийти в себя. В схватке за бронзовую медаль Гасанов одолел Бекзода Абдурахмонова из Узбекистана. Третью бронзовую медаль для Азербайджана завоевал олимпийский чемпион 2012 года Шариф Шарифов. В полуфинале он проиграл двукратному чемпиону мира Абдулрашиду Садулаеву из России, но в схватке за бронзу одолел Педро Себальоса из Венесуэлы.

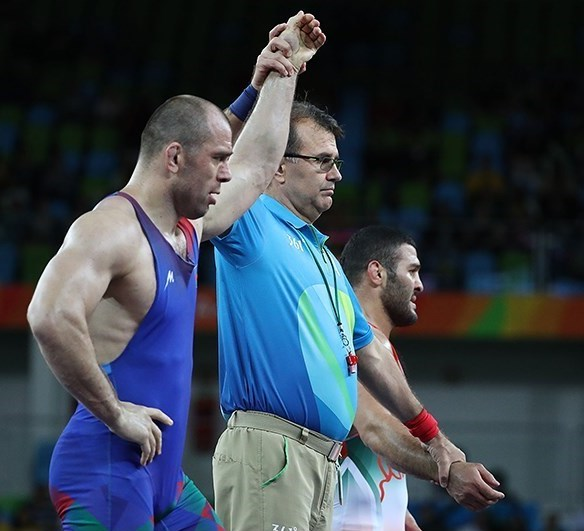
Судья объявляет победу Хетага Газюмова над Резой Яздани из Ирана

Ещё две серебряные медали удалось завоевать в последний день Олимпийских игр. В этот день в финал вышли олимпийский чемпион Лондона Тогрул Аскеров (весовая категория до 65 кг) и двукратный бронзовый призёр Олимпийских игр Хетаг Газюмов (до 97 кг), однако оба спортсмена проиграли в финале. В полуфинале Аскеров одолел чемпиона мира и Европы Франка Чамисо из Италии, а в финале досрочно проиграл чемпиону мира 2014 года Сослану Рамонову из России. Своё быстрое поражение Аскеров объяснил травмой, которую он получил в самом начале схватки (ударившись головой об соперника). Хетаг Газюмов, одолев в полуфинале Валерия Андрейцева с Украины, которому проиграл в четвертьфинале лондонской Олимпиады, встретился в финале с чемпионом мира 2015 года Кайлом Снайдером из США. Газюмов уступил американцу и завоевал свою третью олимпийскую медаль, на этот раз уже серебряную. По словам Газюмова, в финале он допустил тактическую ошибку, дав возможность Снайдеру схватить его за ногу, что и решило исход встречи.
В итоге сборная Азербайджана завершила соревнования по борьбе с 9 медалями, три из которых серебряные, а шесть — бронзовые. Сборная заняла 11-е место, а по общему количеству выигранных медалей поделила с Россией 1-2-е места. Мария Стадник и Хетаг Газюмов стали первыми в истории Азербайджана трёхкратными призёрами Олимпийских игр, а Тогрул Аскеров повторил рекорд олимпийского чемпиона Намика Абдуллаева, став вторым в истории Азербайджана обладателем золотой и серебряной олимпийских медалей. Кроме того, олимпийские чемпионы Тогрул Аскеров и Шариф Шарифов, взяв медали на двух Олимпиадах подряд, показали результат, который до этого из азербайджанцев покорился лишь стрелку Земфире Мефтахетдиновой. То, что из шести борцов пятеро вернулись с медалями, главный тренер сборной Сайпулла Абсаидов назвал большим результатом. Он также отметил, что ожидание высоких результатов оказывало на борцов психологическое давление. Старший тренер сборной Азербайджана Фирдовси Умудов посвятил победы борцов азербайджанским солдатам, погибшим в апрельских боях в Нагорном Карабахе, и в целом всем шахидам.
В сентябре 2016 года американский сайт Flowrestling.org опубликовал статью, в которой обвинил судей в помощи борцам из Азербайджана Шарифу Шарифову, Хетагу Газюмову и Гаджи Алиеву. Согласно сайту, главный судья Объединённой организации борьбы Антонио Сильвестри при помощи арбитров из Азербайджана, России и Узбекистана помогал борцам этих стран выйти в финал. Азербайджанский арбитр Хиджран Шарифов, в адрес которого также были обвинения, категорически их отверг, заявив, что Сильвестри назначал судей на соревнования, руководствуясь только их опытом работы. Президент же Федерации спортивной борьбы России Михаил Мамиашвили, назвав обвинения «грязными действами журналистов», заявил, что заключения в борьбе, как и в любом другом виде спорта, «должны давать независимые профессионалы, которые понимают нюансы и детали», а журналисты — не специалисты.
Мужчины
Вольная борьба
| Категория | Спортсмены            | Первый раунд           | 1/8 финала                   | Четвертьфинал                 | Полуфинал                  | Финал                         | Место |
| Категория | Спортсмены            | Соперник Результат     | Соперник Результат           | Соперник Результат            | Соперник Результат         | Соперник Результат            | Место |
| --------- | --------------------- | ---------------------- | ---------------------------- | ----------------------------- | -------------------------- | ----------------------------- | ----- |
| до 57 кг  | Гаджи Алиев           | Не участвовал          | KORЮн Джун Сик В 4:1 (SP)    | GEOВ. Хинчегашвили П 1:3 (PP) | Утешительный турнир        | Утешительный турнир           | 3     |
| до 57 кг  | Гаджи Алиев           | Не участвовал          | KORЮн Джун Сик В 4:1 (SP)    | GEOВ. Хинчегашвили П 1:3 (PP) | KAZН. Санаев В 3:1 (PP)    | BULВ. Дубов В 5:0 (VT)        | 3     |
| до 65 кг  | Тогрул Аскеров        | Не участвовал          | UKRА. Квятковский В 4:1 (SP) | USAФ. Молинаро В 4:0 (ST)     | ITAФ. Чамисо В 3:1 (PP)    | RUSС. Рамонов П 0:4 (ST)      | 2     |
| до 74 кг  | Джабраил Гасанов      | Не участвовал          | COLК. Искиэредо В 4:0 (ST)   | GEOЯ. Макарашвили В 4:0 (ST)  | RUSА. Гедуев П 1:3 (PP)    | За 3-е место                  | 3     |
| до 74 кг  | Джабраил Гасанов      | Не участвовал          | COLК. Искиэредо В 4:0 (ST)   | GEOЯ. Макарашвили В 4:0 (ST)  | RUSА. Гедуев П 1:3 (PP)    | UZBБ. Абдурахмонов В 3:1 (PP) | 3     |
| до 86 кг  | Шариф Шарифов         | Не участвовал          | CHNБи Шэнфэн В 4:0 (ST)      | POLЗ. Барановский В 3:0 (PO)  | RUSА. Садуллаев П 1:3 (PP) | За 3-е место                  | 3     |
| до 86 кг  | Шариф Шарифов         | Не участвовал          | CHNБи Шэнфэн В 4:0 (ST)      | POLЗ. Барановский В 3:0 (PO)  | RUSА. Садуллаев П 1:3 (PP) | VENП. Себальос В 3:1 (PP)     | 3     |
| до 97 кг  | Хетаг Газюмов         | POLР. Баран В 3:0 (PO) | IRIР. Яздани В 3:1 (PP)      | UZBМ. Ибрагимов В 3:1 (PP)    | UKRВ. Андрейцев В 4:0 (ST) | USAК. Снайдер 1:3 (PP)        | 2     |
| до 125 кг | Джамаладдин Магомедов | Не участвовал          | USAТ. Длагнев П 1:3 (PP)     | Завершил выступление          | Завершил выступление       | Завершил выступление          | 12    |

Греко-римская борьба
| Категория | Спортсмены       | Первый раунд                | 1/8 финала                | Четвертьфинал             | Полуфинал                  | Финал                   | Место |
| Категория | Спортсмены       | Соперник Результат          | Соперник Результат        | Соперник Результат        | Соперник Результат         | Соперник Результат      | Место |
| --------- | ---------------- | --------------------------- | ------------------------- | ------------------------- | -------------------------- | ----------------------- | ----- |
| до 59 кг  | Ровшан Байрамов  | Не участвовал               | VENР. Родригес В 4:0 (ST) | USAД. Тилке В 4:0 (ST)    | JPNС. Ота П 0:5 (VT)       | За 3-е место            | 5     |
| до 59 кг  | Ровшан Байрамов  | Не участвовал               | VENР. Родригес В 4:0 (ST) | USAД. Тилке В 4:0 (ST)    | JPNС. Ота П 0:5 (VT)       | NORС. Берге П 1:3 (PP)  | 5     |
| до 66 кг  | Расул Чунаев     | CUBМ. Мартинес В 3:1 (PP)   | RUSИ. Альбиев В 3:1 (PP)  | ALGТ. Бенаисса В 4:1 (SP) | ARMМ. Арутюнян П 1:3 (PP)  | За 3-е место            | 3     |
| до 66 кг  | Расул Чунаев     | CUBМ. Мартинес В 3:1 (PP)   | RUSИ. Альбиев В 3:1 (PP)  | ALGТ. Бенаисса В 4:1 (SP) | ARMМ. Арутюнян П 1:3 (PP)  | KORРю Хан Су В 4:0 (ST) | 3     |
| до 75 кг  | Эльвин Мурсалиев | EGYМ. Себи В 3:1 (PP)       | KAZД. Картиков В 3:1 (PP) | HUNП. Бачи П 0:3 (PO)     | Завершил выступление       | Завершил выступление    | 7     |
| до 85 кг  | Саман Тахмасиби  | RUSД. Чакветадзе П 0:3 (PO) | Не участвовал             | Не участвовал             | Утешительный турнир        | Утешительный турнир     | 13    |
| до 85 кг  | Саман Тахмасиби  | RUSД. Чакветадзе П 0:3 (PO) | Не участвовал             | Не участвовал             | IRIХ. Ахлаги П 1:3 (PP)    | Завершил выступление    | 13    |
| до 130 кг | Сабах Шариати    | Не участвовал               | USAР. Смит В 3:1 (PP)     | TURР. Каяалп П 0:5 (VT)   | Утешительный турнир        | Утешительный турнир     | 3     |
| до 130 кг | Сабах Шариати    | Не участвовал               | USAР. Смит В 3:1 (PP)     | TURР. Каяалп П 0:5 (VT)   | VENЭ. Карабальо В 4:0 (ST) | GERЭ. Попп В 5:0 (VT)   | 3     |

Женщины
Вольная борьба
| Категория | Спортсмены      | Первый раунд       | 1/8 финала                | Четвертьфинал               | Полуфинал               | Финал                    | Место |
| Категория | Спортсмены      | Соперник Результат | Соперник Результат        | Соперник Результат          | Соперник Результат      | Соперник Результат       | Место |
| --------- | --------------- | ------------------ | ------------------------- | --------------------------- | ----------------------- | ------------------------ | ----- |
| до 48 кг  | Мария Стадник   | Не участвовала     | ARGП. Бермудес В 4:0 (ST) | POLИ. Матковская В 4:0 (ST) | BULЕ. Янкова В 5:0 (VT) | JPNЭ. Тосака П 1:3 (PP)  | 2     |
| до 53 кг  | Наталья Синишин | Не участвовала     | JPNС. Ёсида П 0:3 (PO)    | Не участвовала              | Утешительный турнир     | Утешительный турнир      | 3     |
| до 53 кг  | Наталья Синишин | Не участвовала     | JPNС. Ёсида П 0:3 (PO)    | Не участвовала              | SENИ. Самбу В 3:0 (PO)  | VENБ. Аргельо В 3:1 (PP) | 3     |
| до 58 кг  | Юлия Раткевич   | Не участвовала     | UKRО. Гергель В 3:1 (PP)  | COLЖ. Рентерия В 3:1 (PP)   | JPNК. Итё П 0:4 (ST)    | За 3-е место             | 5     |
| до 58 кг  | Юлия Раткевич   | Не участвовала     | UKRО. Гергель В 3:1 (PP)  | COLЖ. Рентерия В 3:1 (PP)   | JPNК. Итё П 0:4 (ST)    | TUNМ. Амри П 1:3 (PP)    | 5     |

### Велоспорт

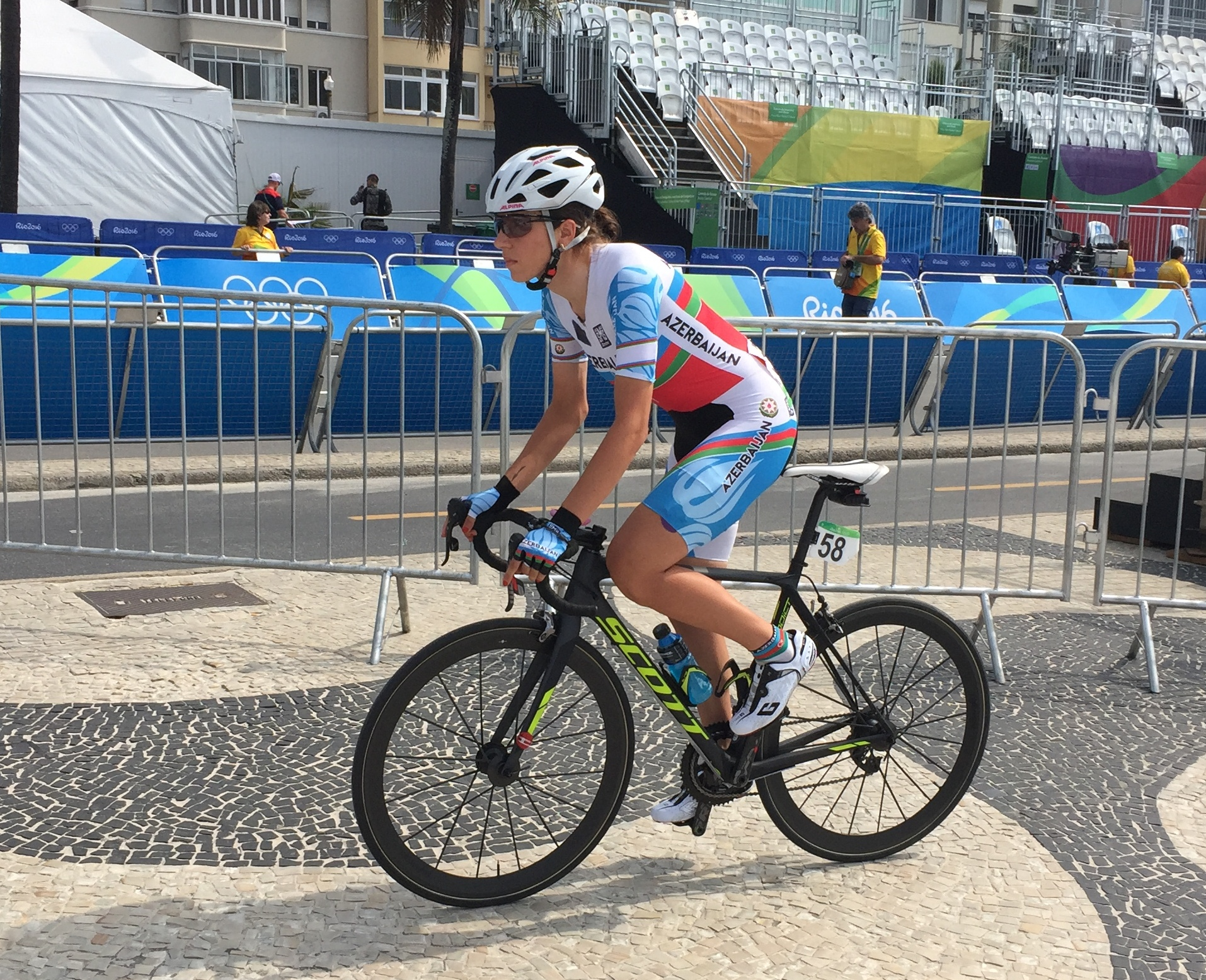
Елена Павлухина соревнуется в групповой шоссейной велогонке

Право представлять Азербайджан в велоспорте получили Максим Аверин и Елена Павлухина в шоссейных гонках и Ольга Исмаилова в спринте и в кейрине. Путёвки в Рио они получили посредством набранных рейтинговых очков. Однако на самих Играх велосипедисты Азербайджана выступили неудачно. Аверин так и не смог финишировать, а Павлухина стала лишь 35-й. В трековых велогонках Ольга Исмаилова не сумела пройти первые раунды в кейрине и спринте.

#### Шоссейный велоспорт
Мужчины
| Соревнование    | Спортсмены    | Время | Место | Отставание |
| --------------- | ------------- | ----- | ----- | ---------- |
| групповая гонка | Максим Аверин | DNF   | DNF   | DNF        |

Женщины
| Соревнование    | Спортсмены      | Время   | Место | Отставание |
| --------------- | --------------- | ------- | ----- | ---------- |
| групповая гонка | Елена Павлухина | 3:59:05 | 35    | +7:38      |

#### Трековый велоспорт
Спринт
| Соревнование | Спортсмены      | Квалификация   | Квалификация | Раунд 1               | Отбор                                | Раунд 2               | Отбор                 | 1/4 финала            | Полуфинал             | Финал                 | Место |
| Соревнование | Спортсмены      | Время Скорость | Место        | Соперник Время        | Соперники Время                      | Соперник Время        | Соперники Время       | Соперник Время        | Соперник Время        | Соперники Время       | Место |
| ------------ | --------------- | -------------- | ------------ | --------------------- | ------------------------------------ | --------------------- | --------------------- | --------------------- | --------------------- | --------------------- | ----- |
| женщины      | Ольга Исмаилова | 11,152 64,562  | 18 Q         | GBRР. Джеймс П +0,165 | AUSА. Мирс NEDЛ. ван Риссен П +0,065 | Завершила выступление | Завершила выступление | Завершила выступление | Завершила выступление | Завершила выступление | 18    |

Кейрин
| Соревнование | Спортсмены      | Первый раунд | Первый раунд | Утешительный заезд | Утешительный заезд | Второй раунд          | Второй раунд          | Финал                 | Итоговое место |
| Соревнование | Спортсмены      | Заезд        | Место        | Заезд              | Место              | Заезд                 | Место                 | Место                 | Итоговое место |
| ------------ | --------------- | ------------ | ------------ | ------------------ | ------------------ | --------------------- | --------------------- | --------------------- | -------------- |
| женщины      | Ольга Исмаилова | 4            | 4            | 1                  | 4                  | Завершила выступление | Завершила выступление | Завершила выступление | 21             |

### Водные виды спорта

#### Плавание

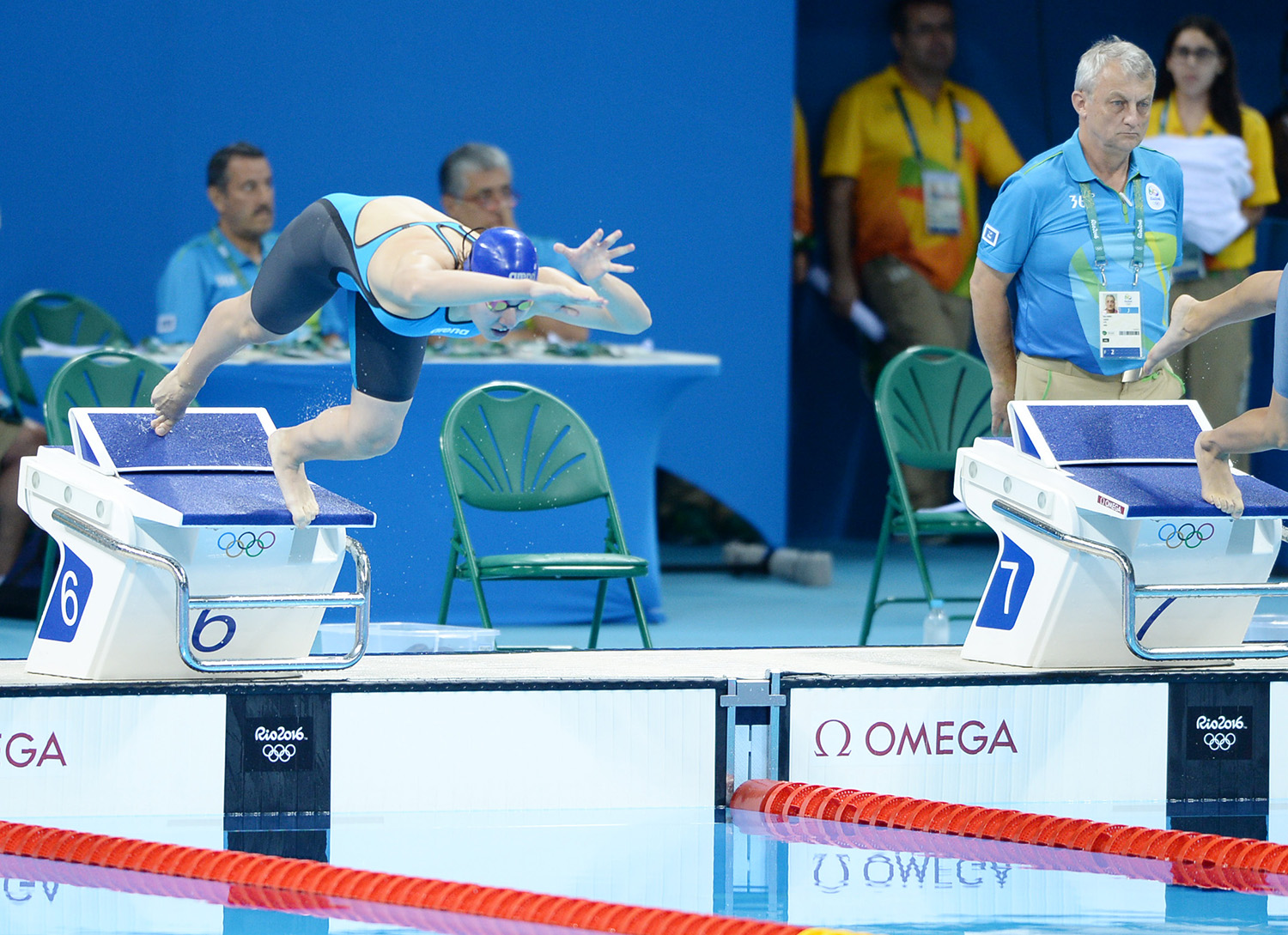
Фатима Алкеримова начинает заплыв на 100 м вольным стилем

В следующий раунд на каждой дистанции проходили спортсмены, показавшие лучший результат, независимо от места, занятого в своём заплыве. Азербайджан в соревнованиях представляли Борис Кириллов и Фатима Алкеримова, которые получили путёвки на игры благодаря приглашению Международной федерации плавания (FINA). Кириллов выступал в дисциплине 200 метров на спине, а Алкеримова на стометровке вольным стилем. Оба спортсмена не смогли пробиться в финал, но если Кириллов показал самый худший результат в квалификации, то Фатима Алкеримова, проплыв дистанцию за 59,41 секунд, стала 41-й и улучшила свой личный рекорд. Выступление Алкеримовой главный тренер сборной Азербайджана по плаванию Рашид Абдулрахманов оценил положительно, а Кириллов, по словам тренера, «не оправдал надежд, выступив очень слабо».

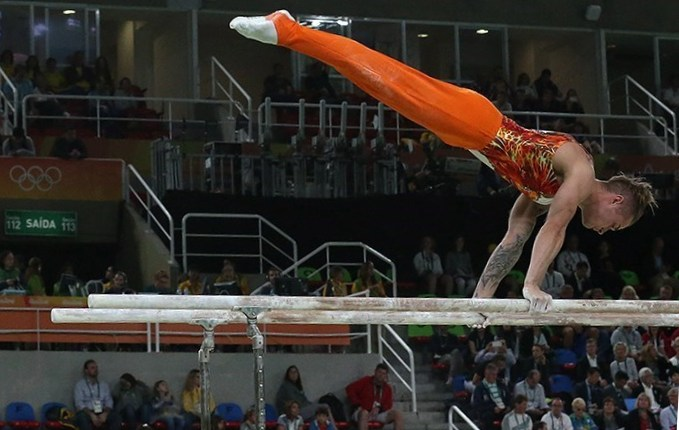
Выступление Олега Степко на параллельных брусьях

Мужчины
| Дистанция           | Спортсмены     | Предварительный раунд | Предварительный раунд | Предварительный раунд | Полуфинал            | Полуфинал            | Полуфинал            | Финал                | Финал                |
| Дистанция           | Спортсмены     | Заплыв                | Результат             | Место                 | Заплыв               | Результат            | Место                | Результат            | Место                |
| ------------------- | -------------- | --------------------- | --------------------- | --------------------- | -------------------- | -------------------- | -------------------- | -------------------- | -------------------- |
| 200 метров на спине | Борис Кириллов | 1                     | 2:05,01               | 26                    | завершил выступление | завершил выступление | завершил выступление | завершил выступление | завершил выступление |

Женщины
| Дистанция                 | Спортсмены        | Предварительный раунд | Предварительный раунд | Предварительный раунд | Полуфинал             | Полуфинал             | Полуфинал             | Финал                 | Финал                 |
| Дистанция                 | Спортсмены        | Заплыв                | Результат             | Место                 | Заплыв                | Результат             | Место                 | Результат             | Место                 |
| ------------------------- | ----------------- | --------------------- | --------------------- | --------------------- | --------------------- | --------------------- | --------------------- | --------------------- | --------------------- |
| 100 метров вольным стилем | Фатима Алкеримова | 1                     | 59,43                 | 41                    | завершила выступление | завершила выступление | завершила выступление | завершила выступление | завершила выступление |

### Гимнастика

#### Спортивная гимнастика
В квалификационном раунде проходил отбор как в финал командного многоборья, так и в финалы личных дисциплин. В финал индивидуального многоборья отбиралось 24 спортсмена с наивысшими результатами, а в финалы отдельных упражнений по 8 спортсменов, причём в финале личных дисциплин страна не могла быть представлена более, чем двумя спортсменами. В командном многоборье в квалификации на каждом снаряде выступали по четыре спортсмена, а в зачёт шли три лучших результата. В финале командных соревнований на каждом снаряде выступало по три спортсмена и все три результата шли в зачёт.
Азербайджан в соревнованиях представляли Олег Степко и Пётр Пахнюк. Степко получил путёвку на Игры на чемпионате мира 2015 года в Глазго, на котором взял бронзовую медаль на параллельных брусьях. Пахнюк заработал олимпийскую лицензию на тестовом турнире в Рио-де-Жанейро. Оба спортсмена выступали в многоборье. Пахнюк не сумел пробиться в финал, Степко же в финале занял 22-е место.
Мужчины
Многоборье
| Соревнование      | Спортсмены  | Квалификация        | Квалификация | Квалификация | Квалификация   | Квалификация        | Квалификация | Квалификация | Квалификация | Финал                | Финал                | Финал                | Финал                | Финал                | Финал                | Финал                | Финал                |
| Соревнование      | Спортсмены  | Вольные выступления | Конь         | Кольца       | Опорный прыжок | Параллельные брусья | Перекладина  | Всего        | Место        | Вольные выступления  | Конь                 | Кольца               | Опорный прыжок       | Параллельные брусья  | Перекладина          | Всего                | Место                |
| ----------------- | ----------- | ------------------- | ------------ | ------------ | -------------- | ------------------- | ------------ | ------------ | ------------ | -------------------- | -------------------- | -------------------- | -------------------- | -------------------- | -------------------- | -------------------- | -------------------- |
| личное многоборье | Олег Степко | 13,900              | 14,975       | 14,033       | 14,400         | 15,300              | 13,600       | 86,208       | 20 Q         | 12,266               | 13,100               | 14,533               | 14,916               | 13,800               | 10,466               | 79,081               | 22                   |
| личное многоборье | Пётр Пахнюк | 14,133              | 14,233       | 13,600       | 14,300         | 14,166              | 13,783       | 84,215       | 34           | Завершил выступление | Завершил выступление | Завершил выступление | Завершил выступление | Завершил выступление | Завершил выступление | Завершил выступление | Завершил выступление |

Индивидуальные упражнения
| Соревнование        | Спортсмены  | Квалификация | Квалификация | Финал                | Финал                |
| Соревнование        | Спортсмены  | Очки         | Место        | Очки                 | Место                |
| ------------------- | ----------- | ------------ | ------------ | -------------------- | -------------------- |
| вольные упражнения  | Пётр Пахнюк | 14,133       | 41           | Завершил выступление | Завершил выступление |
| вольные упражнения  | Олег Степко | 13,900       | 50           | Завершил выступление | Завершил выступление |
| конь                | Олег Степко | 14,975       | 13           | Завершил выступление | Завершил выступление |
| конь                | Пётр Пахнюк | 14,233       | 35           | Завершил выступление | Завершил выступление |
| кольца              | Олег Степко | 14,033       | 47           | Завершил выступление | Завершил выступление |
| кольца              | Пётр Пахнюк | 13,600       | 59           | Завершил выступление | Завершил выступление |
| параллельные брусья | Олег Степко | 15,300       | 18           | Завершил выступление | Завершил выступление |
| параллельные брусья | Пётр Пахнюк | 14,166       | 51           | Завершил выступление | Завершил выступление |
| перекладина         | Пётр Пахнюк | 13,783       | 50           | Завершил выступление | Завершил выступление |
| перекладина         | Олег Степко | 13,600       | 57           | Завершил выступление | Завершил выступление |

#### Художественная гимнастика

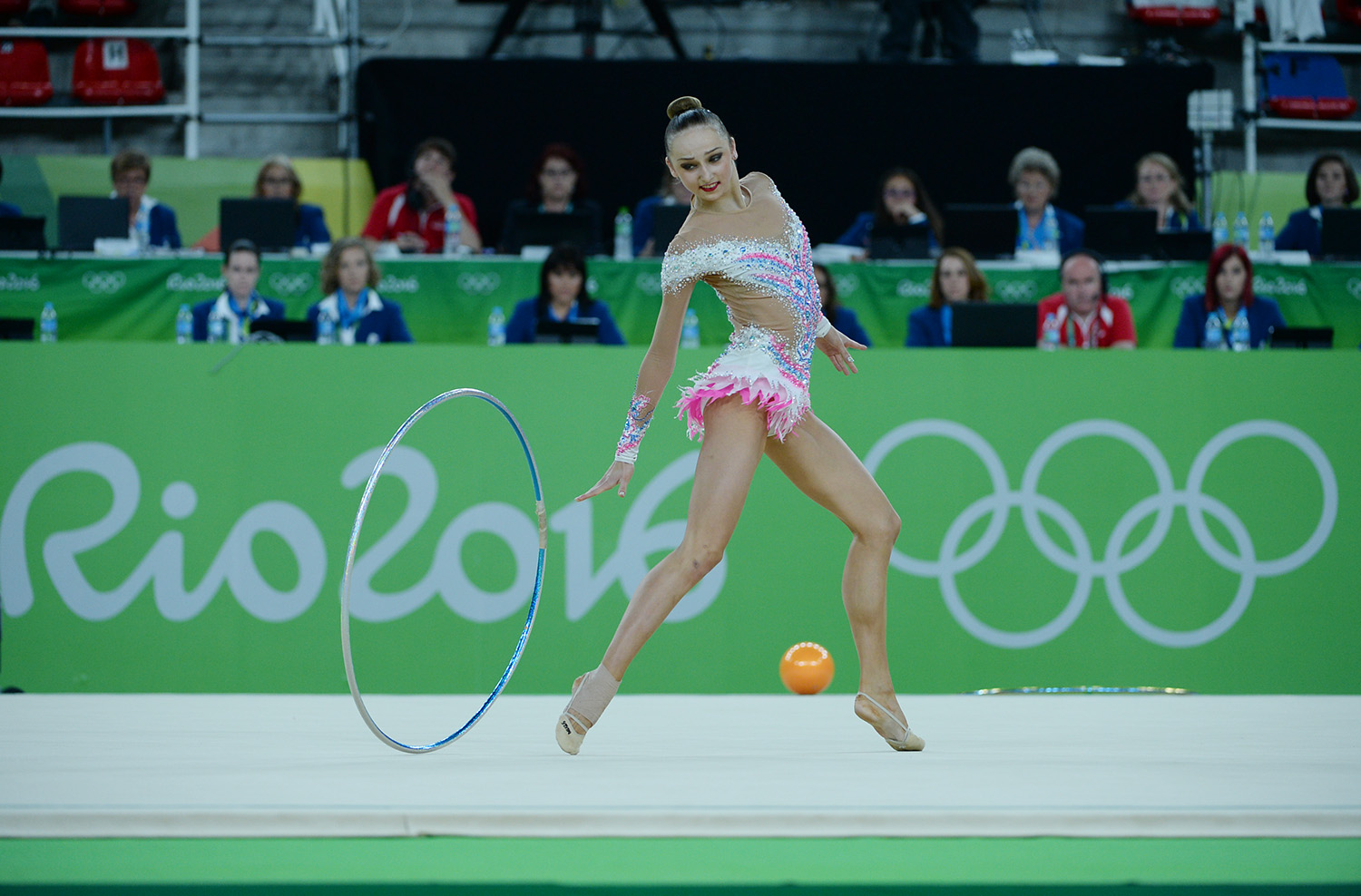
Выступление Марины Дурунды с обручем

В соревнованиях по художественной гимнастике Азербайджан представляла Марина Дурунда. В финале многоборья Марина Дурунда набрала 69,748 баллов и заняла итоговое 9-е место. Выступление в финале Олимпийских игр Дурунда назвала большой честью. По словам гимнастки, после первых двух упражнений в квалификации результат её был не очень хорошим и на ковёр представительница Азербайджана выходила «как в последний раз».
Женщины
| Соревнование              | Спортсмены     | Квалификация | Квалификация | Финал  | Финал |
| Соревнование              | Спортсмены     | Очки         | Место        | Очки   | Место |
| ------------------------- | -------------- | ------------ | ------------ | ------ | ----- |
| индивидуальное многоборье | Марина Дурунда | 70,348       | 8 Q          | 69,748 | 9     |

### Гребля на байдарках и каноэ

#### Гребля на гладкой воде
Соревнования по гребле на байдарках и каноэ на гладкой воде проходили в лагуне Родригу-ди-Фрейташ, которая находится на территории города Рио-де-Жанейро. В каждой дисциплине соревнования проходили в три этапа: предварительный раунд, полуфинал и финал. В соревнованиях среди мужчин Азербайджан представлял четырёхкратный чемпион мира Валентин Демьяненко. Он был одним из главных претендентов на медали в Рио. В соревнованиях среди женщин честь Азербайджана защищала Инна Осипенко-Радомская, олимпийская чемпионка 2008 года от Украины. В соревнованиях на 200 метров среди байдарочниц-одиночек Осипенко-Радомская тоже вышла в финал, где завоевала бронзовую медаль. Это была первая в истории олимпийская награда Азербайджана в гребле. Своим результатом Осипенко-Радомская осталась довольна. На дистанции 500 метров Осипенко-Радомская вновь смогла пробиться в финал, но в решающем заезде заняла лишь восьмое место.
В соревнованиях на 200 метров среди каноистов-одиночек Демьяненко вышел в финал, где основная борьба за золото шла между ним и олимпийским чемпионом 2012 года Юрием Чебаном с Украины. В итоге Демьяненко стал вторым. Он остался недоволен таким результатом, заявив, что был готов на 100 %.
В итоге сборная Азербайджана по гребле на байдарках и каноэ с одной серебряной и одной бронзовой медалями поделила с Польшой 11-12-е места. По словам президента Федерации гребли Азербайджана Эльчина Зейналова, завоёванные в гребле медали помогут развивать данный вид спорта в стране и сделают его одним из любимых в Азербайджане.
Мужчины
| Соревнование               | Спортсмены          | Предварительный раунд | Предварительный раунд | Предварительный раунд | Полуфинал | Полуфинал | Полуфинал | Финал  | Финал |
| Соревнование               | Спортсмены          | Заплыв                | Время                 | Место                 | Заплыв    | Время     | Место     | Время  | Место |
| -------------------------- | ------------------- | --------------------- | --------------------- | --------------------- | --------- | --------- | --------- | ------ | ----- |
| каноэ-одиночки, 200 метров | Валентин Демьяненко | 4                     | 39,749                | 1 Q                   | 3         | 40,298    | 2 QA      | 39,493 | 2     |

Женщины
| Соревнование                  | Спортсмены              | Предварительный раунд | Предварительный раунд | Предварительный раунд | Полуфинал | Полуфинал | Полуфинал | Финал    | Финал |
| Соревнование                  | Спортсмены              | Заплыв                | Время                 | Место                 | Заплыв    | Время     | Место     | Время    | Место |
| ----------------------------- | ----------------------- | --------------------- | --------------------- | --------------------- | --------- | --------- | --------- | -------- | ----- |
| байдарки-одиночки, 200 метров | Инна Осипенко-Радомская | 4                     | 40,702                | 1 Q                   | 2         | 39,803    | 1 QA      | 40,401   | 3     |
| байдарки-одиночки, 500 метров | Инна Осипенко-Радомская | 4                     | 1:51,750              | 1 Q                   | 3         | 1:57,627  | 2 QA      | 1:56,573 | 8     |

#### Гребной слалом
Квалификационный раунд проходил в две попытки. Результат в каждой попытке складывался из времени, затраченного на прохождение трассы и суммы штрафных очков, которые спортсмен получал за неправильное прохождение ворот. Одно штрафное очко равнялось одной секунде. Из двух попыток выбирался лучший результат, и по этим результатам выявлялись 15 спортсменов с наименьшим количеством очков, которые проходили в следующий раунд. В полуфинале спортсмены выполняли по одной попытке. В финал проходили 8 спортсменов с наименьшим результатом. Азербайджан в данной дисциплине представлял Юре Меглич. Олимпийскую лицензию он завоевал на чемпионате мира 2015 года в Лондоне, на котором хоть и не прошёл в финал, но оказался в числе 15 сильнейших. На Олимпийских играх Меглич также смог пробиться в полуфинал, где, как и на прошлогоднем чемпионате мира, стал 14-м среди 15 спортсменов и завершил борьбу за медали.
Мужчины
| Соревнование      | Спортсмены | Предварительный этап | Предварительный этап | Предварительный этап | Предварительный этап | Предварительный этап | Предварительный этап | Предварительный этап | Полуфинал | Полуфинал | Полуфинал | Полуфинал | Финал                | Финал                | Финал                | Финал                |
| Соревнование      | Спортсмены | 1 попытка            | 1 попытка            | 1 попытка            | 2 попытка            | 2 попытка            | 2 попытка            | Место                | Полуфинал | Полуфинал | Полуфинал | Полуфинал | Финал                | Финал                | Финал                | Финал                |
| Соревнование      | Спортсмены | Время                | Штраф                | Итог                 | Время                | Штраф                | Итог                 | Место                | Время     | Штраф     | Итог      | Место     | Время                | Штраф                | Итог                 | Место                |
| ----------------- | ---------- | -------------------- | -------------------- | -------------------- | -------------------- | -------------------- | -------------------- | -------------------- | --------- | --------- | --------- | --------- | -------------------- | -------------------- | -------------------- | -------------------- |
| байдарки-одиночки | Юре Меглич | 93,12                | 2                    | 95,12                | 90,70                | 0                    | 90,70                | 11 Q                 | 93,00     | 52        | 145,00    | 14        | Завершил выступление | Завершил выступление | Завершил выступление | Завершил выступление |

### Дзюдо
Соревнования по дзюдо проводились по системе с выбыванием. В утешительные раунды попадали спортсмены, проигравшие полуфиналистам турнира. Два спортсмена, одержавших победу в утешительном раунде, в поединке за бронзу сражались с дзюдоистами, проигравшими в полуфинале. Азербайджан на этих соревнованиях был представлен шестью спортсменами, двое из которых уже принимали участие в Олимпийских играх в Лондоне, и впервые с 2004 года не был представлен в соревнованиях среди женщин. Тренером сборной на Играх в Рио-де-Жанейро был бронзовый призёр Олимпийских игр 2008 года Мовлуд Миралиев, для которого это был уже второй турнир в качестве наставника сборной.

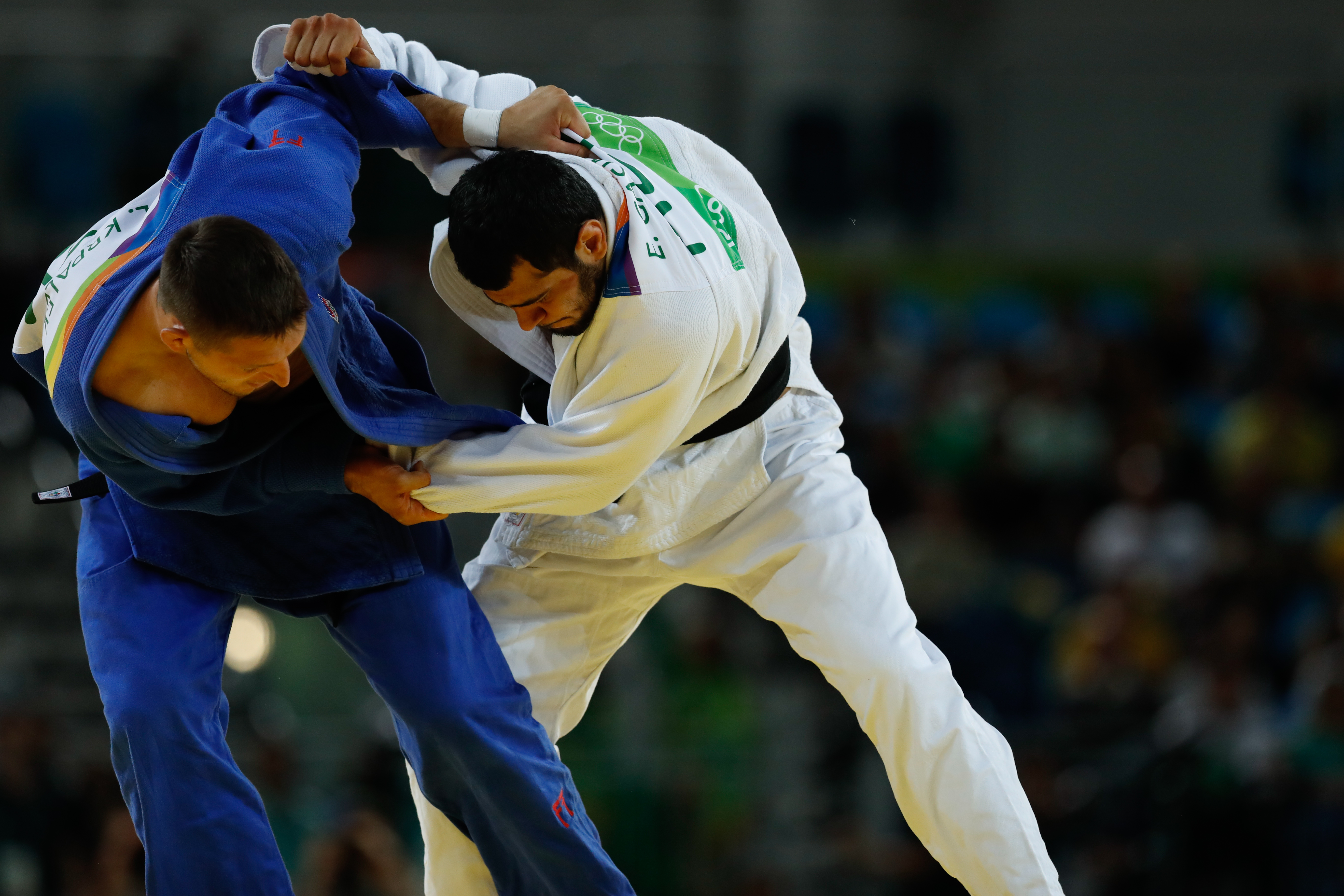
Финальна схватка между Эльмаром Гасымовым (в белом кимоно) и Лукашем Крпалеком из Чехии

Единственные медали в дзюдо Азербайджану принесли Рустам Оруджев и Эльмар Гасымов, для которых Олимпийские игры в Рио были вторыми в карьере. И Оруджев и Гасымов дошли до финала, где оба проиграли, завоевав серебряные медали. Рустам Оруджев проиграл в финале двукратному чемпиону мира Сёхэй Оно из Японии, став первым дзюдоистом в истории Азербайджана, выигравшим серебряную медаль на Олимпийских играх.
Эльмар Гасымов, одолев в первом же своём поединке действующего олимпийского чемпиона Тагира Хайбулаева, пробился в финал, где встретился с чемпионом мира 2014 года чехом Лукашем Крпалеком. Гасымов проиграл финальную схватку и завоевал серебряную медаль. Своё поражение от Крпалека, с которым Гасымов до этого встречался 5 раз и чаще побеждал, азербайджанский дзюдоист объяснил нехваткой времени на отдых между полуфиналом и финалом. Спортивные обозреватели отмечали «фирменную борьбу» Гасымова, чья спокойная борьба как бы «убаюкивала» соперников, сменяясь неожиданным приёмом в нужный момент.

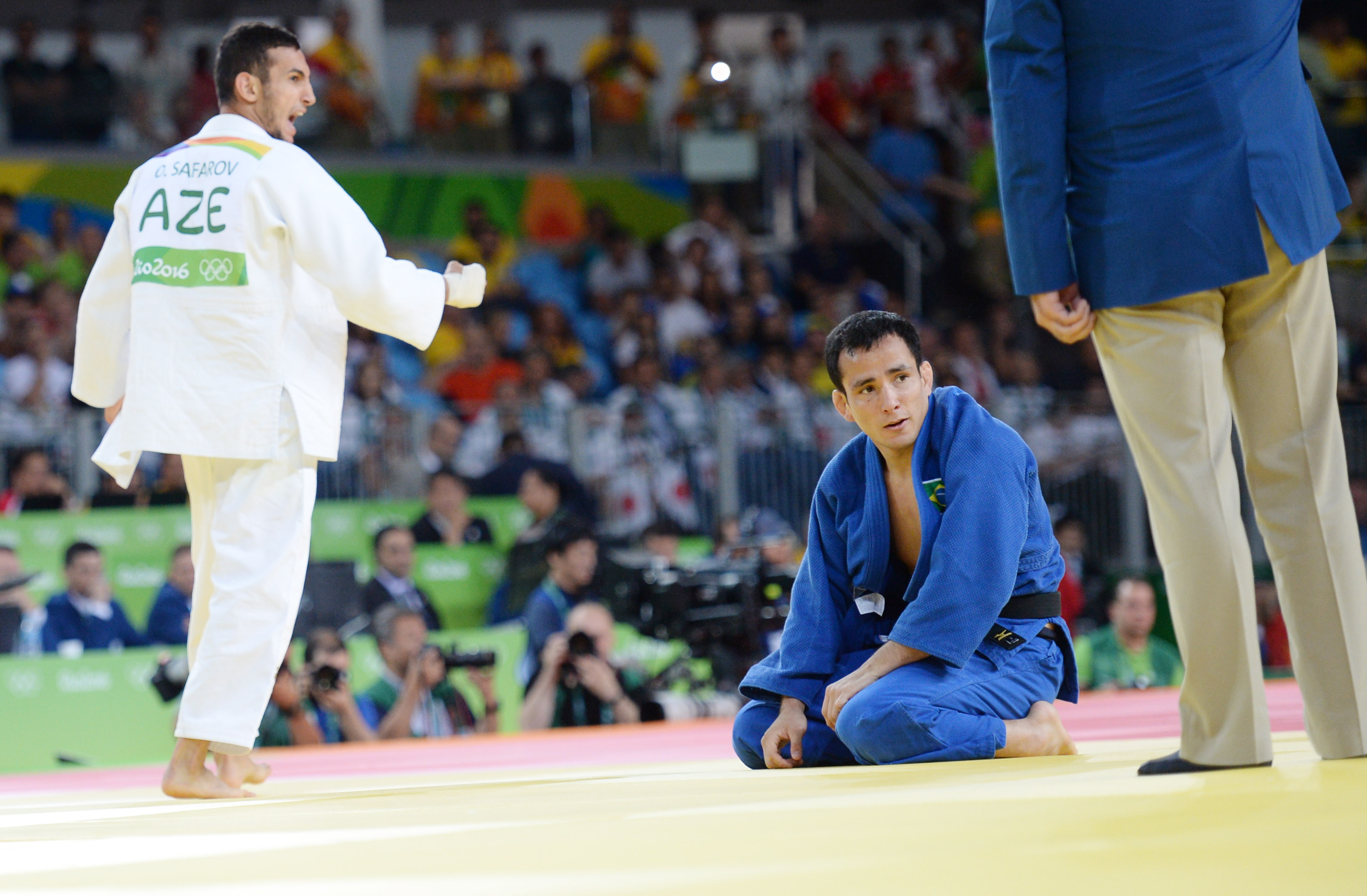
Орхан Сафаров (в белом кимоно) празднует победу над бразильцем Фелипе Китадай

Остальные азербайджанские дзюдоисты остались без наград. В том числе без медалей завершил Олимпийские игры и бронзовый призёр чемпионата мира 2013 года, также проходившего в Рио-де-Жанейро, Орхан Сафаров, выступавший в весовой категории до 60 кг. Дойдя до полуфинала, он проиграл действующему чемпиону мира из Казахстана Елдосу Сметову, которого побеждал на чемпионате мира 2013 года. В схватке за бронзовую медаль Сафаров проиграл чемпиону мира 2013 года японцу Наохисе Такато и занял 5-е место. Своё поражение в полуфинале Сафаров объяснил судейской несправедливостью, а в поединке за бронзу — тем, что не хватило времени на отдых.
Проигравший в четвертьфинале действующему чемпиону мира Квак Тонхану из Южной Кореи бронзовый призёр летней Универсиады 2013 года в Казани Мамедали Мехдиев в первой утешительной схватке проиграл дзюдоисту из Монголии Отгонбаатару Лхагвасурэнгийну и занял седьмое место. По словам тренера сборной Мовлуда Миралиева, причиной неудачного выступления Мехдиева была нехватка тренировок из-за полученной ранее травмы спины.
В итоге сборная Азербайджана с двумя серебряными медалями заняла 12-е место в соревнованиях по дзюдо. Учитывая выступления в Рио-де-Жанейро, в мировом рейтинге, опубликованном Международной федерацией дзюдо, Рустам Оруджев поднялся на первое место, сместив корейца Ан Чхан Лима. Эльмар Гасымов сохранил за собой второе, а Орхан Сафаров — третье место. Мамедали Мехтиев сумел подняться на 21-е место.
Мужчины
| Категория    | Спортсмены        | 1/32 финала        | 1/16 финала                 | 1/8 финала                 | Четвертьфинал            | Полуфинал                   | Финал                      | Место |
| Категория    | Спортсмены        | Соперник Результат | Соперник Результат          | Соперник Результат         | Соперник Результат       | Соперник Результат          | Соперник Результат         | Место |
| ------------ | ----------------- | ------------------ | --------------------------- | -------------------------- | ------------------------ | --------------------------- | -------------------------- | ----- |
| до 60 кг     | Орхан Сафаров     | не участвовал      | PERХ. Постигос В 011:000    | KGZО. Бестаев В 110:001    | BRAФ. Китадай В 100:000  | KAZЕ. Сметов П 000:010      | За 3-е место               | 5     |
| до 60 кг     | Орхан Сафаров     | не участвовал      | PERХ. Постигос В 011:000    | KGZО. Бестаев В 110:001    | BRAФ. Китадай В 100:000  | KAZЕ. Сметов П 000:010      | JPNН. Такато П 000s2:000s0 | 5     |
| до 66 кг     | Ниджат Шихализаде | не участвовал      | ESPС. Уриарте В 001:000     | ITAФ. Базиле П 000:110     | завершил выступление     | завершил выступление        | завершил выступление       | 9     |
| до 73 кг     | Рустам Оруджев    | не участвовал      | KAZД. Хамза В 000s2:000s3   | AUSД. Бенстед В 100:000    | HUNМ. Унгвари В 010:000  | ISRС. Муки В 001:000        | JPNС. Оно П 000:110        | 2     |
| до 90 кг     | Мамедали Мехдиев  | не участвовал      | RUSК. Денисов В 100:000     | BRAТ. Камилу В 011:001     | KORКвак Тонхан П 000:100 | Утешительный турнир         | Утешительный турнир        | 7     |
| до 90 кг     | Мамедали Мехдиев  | не участвовал      | RUSК. Денисов В 100:000     | BRAТ. Камилу В 011:001     | KORКвак Тонхан П 000:100 | MGLЛ. Отгонбаатар П 000:001 | завершил выступление       | 7     |
| до 100 кг    | Эльмар Гасымов    | не участвовал      | RUSТ. Хайбулаев В 011:000   | ALGЛ. Буякуб В 010s1:010s2 | EGYР. Дарвиш В 100:000   | UKRА. Блошенко В 100:000    | CZEЛ. Крпалек П 000:100    | 2     |
| свыше 100 кг | Ушанги Кокаури    | Не проводится      | LATА. Никифоренко В 111:000 | JPNХ. Харасава П 000:100   | завершил выступление     | завершил выступление        | завершил выступление       | 9     |

### Лёгкая атлетика

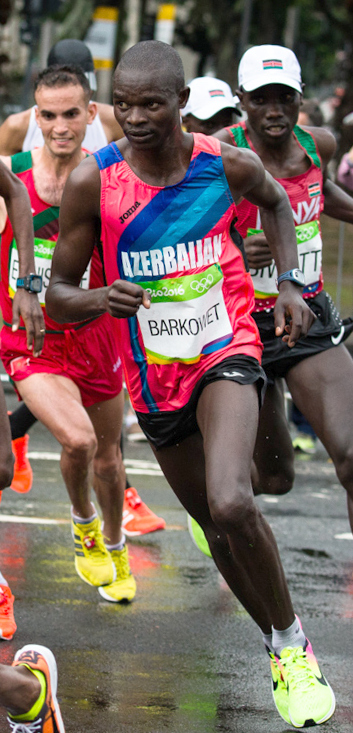
Эванс Барковет состязается в марафоне

В лёгкой атлетике Азербайджан был представлен четырьмя спортсменами — тремя мужчинами и одной женщиной. В беге на 5000 метров страну представлял призёр чемпионатов Европы и победитель Универсиады 2013 Хайле Ибрагимов, в тройном прыжке — чемпион Европы среди юниоров и бронзовый призёр юношеских Олимпийских игр 2014 года Назим Бабаев, а в метании молота — серебряный призёр чемпионата Европы и победительница Универсиады 2015 года Анна Скидан, уже принимавшая участие в Олимпийских играх 2012 года (от Украины). Однако ни один из этих легкоатлетов не смог пробиться в финал состязаний.
Помимо этого впервые на Олимпийских играх в Рио-де-Жанейро Азербайджан был представлен в олимпийском марафоне. Страну в этой дисциплине в последний день Олимпийских игр представлял натурализованный кениец Эванс Барковет, который финишировал 28-м.
Мужчины
Беговые дисциплины
| Дисциплина         | Спортсмен       | Предварительный раунд | Предварительный раунд | Предварительный раунд | Четвертьфиналы | Четвертьфиналы | Четвертьфиналы | Полуфиналы    | Полуфиналы    | Полуфиналы    | Финал                | Финал                |
| Дисциплина         | Спортсмен       | Забег                 | Время                 | Место                 | Забег          | Время          | Место          | Забег         | Время         | Место         | Время                | Место                |
| ------------------ | --------------- | --------------------- | --------------------- | --------------------- | -------------- | -------------- | -------------- | ------------- | ------------- | ------------- | -------------------- | -------------------- |
| бег на 5000 метров | Хайле Ибрагимов | 1                     | 13:27,11              | 7                     | Не проводится  | Не проводится  | Не проводится  | Не проводится | Не проводится | Не проводится | Завершил выступление | Завершил выступление |

Шоссейные дисциплины
| Дисциплина | Спортсмен      | Время   | Место | Отставание |
| ---------- | -------------- | ------- | ----- | ---------- |
| марафон    | Эванс Киплагат | 2:15:31 | 28    | +6:47      |

Технические дисциплины
| Дисциплина     | Спортсмен    | Квалификация | Квалификация | Финал                | Финал                |
| Дисциплина     | Спортсмен    | Результат    | Место        | Результат            | Место                |
| -------------- | ------------ | ------------ | ------------ | -------------------- | -------------------- |
| тройной прыжок | Назим Бабаев | 16,38        | 25           | Завершил выступление | Завершил выступление |

Женщины
Технические дисциплины
| Дисциплина     | Спортсмен   | Квалификация | Квалификация | Финал                 | Финал                 |
| Дисциплина     | Спортсмен   | Результат    | Место        | Результат             | Место                 |
| -------------- | ----------- | ------------ | ------------ | --------------------- | --------------------- |
| метание молота | Анна Скидан | 70,09        | 13           | Завершила выступление | Завершила выступление |

### Стрельба
В январе 2013 года международная федерация спортивной стрельбы приняла новые правила проведения соревнований на 2013—2016 годы, которые, в частности, изменили порядок проведения финалов. Во многих дисциплинах спортсмены, прошедшие в финал, теперь начинали решающий раунд без очков, набранных в квалификации, а финал проходил по системе с выбыванием. Также в финалах после каждого раунда стрельбы из дальнейшей борьбы выбывал спортсмен с наименьшим количеством баллов. В скоростном пистолете решающие поединки проходили по системе попал-промах. В стендовой стрельбе добавился полуфинальный раунд, где определялись по два участника финального матча и поединка за третье место..
В данном виде спорта Азербайджан представлял Руслан Лунев, получивший путёвку после перераспределения олимпийских лицензий. В стрельбе из пневматического пистолета с 10 метров Лунев после шести серий выстрелов набрал 577 очков и занял 15-е место из 48 спортсменов, не попав в финал. Не смог Лунев попасть в финал и в стрельбе из скорострельного пистолета с 25 метров, вновь став 15-м.
Мужчины
| Соревнование                       | Спортсмены   | Квалификация | Квалификация | Полуфинал     | Полуфинал     | Финал                | Финал                |
| Соревнование                       | Спортсмены   | Результат    | Место        | Результат     | Место         | Соперник/ Результат  | Место                |
| ---------------------------------- | ------------ | ------------ | ------------ | ------------- | ------------- | -------------------- | -------------------- |
| пневматический пистолет, 10 метров | Руслан Лунев | 577          | 15           | Не проводится | Не проводится | Завершил выступление | Завершил выступление |
| скорострельный пистолет, 25 метров | Руслан Лунев | 575          | 15           | Не проводится | Не проводится | Завершил выступление | Завершил выступление |

### Стрельба из лука
В квалификации соревнований лучники выполняли 12 серий выстрелов по 6 стрел с расстояния 70-ти метров. По итогам предварительного раунда составлялась сетка плей-офф, где в 1/32 финала 1-й номер посева встречался с 64-м, 2-й с 63-м и.т.д. В поединках на выбывание спортсмены выполняли по три выстрела. Участник, набравший за эту серию больше очков получал 2 очка. Если же оба лучника набрали одинаковое количество баллов, то они получали по одному очку. Победителем пары становился лучник, первым набравший 6 очков.
Азербайджан в данном виде спорта был представлен впервые на Олимпийских играх. За страну выступала Ольга Сенюк. Путёвку на Игры она получила, заняв в мае 2016 года третье место на квалификационном турнире в Ноттингеме. 5 августа, за день до официального открытия, Сенюк приняла участие в квалификации, где с 623 очками заняла 37-е место. В 1/32 финала её соперником стала Цао Хуэй из Китая, занявшая в квалификации 28-е место с 631 очками. В этой встрече Ольга Сенюк уступила китаянке со счётом 1:7 и завершила выступление.
Женщины
| Соревнование              | Спортсмены  | Квалификация | Квалификация | 1/32 финала            | 1/16 финала           | 1/8 финала            | Четвертьфинал         | Полуфинал             | Финал                 | Место |
| Соревнование              | Спортсмены  | Результат    | Место        | Соперник Результат     | Соперник Результат    | Соперник Результат    | Соперник Результат    | Соперник Результат    | Соперник Результат    | Место |
| ------------------------- | ----------- | ------------ | ------------ | ---------------------- | --------------------- | --------------------- | --------------------- | --------------------- | --------------------- | ----- |
| индивидуальное первенство | Ольга Сенюк | 623          | 37           | CHNЦао Хуэй (28) П 1:7 | завершила выступление | завершила выступление | завершила выступление | завершила выступление | завершила выступление | 33    |

### Триатлон
Соревнования по триатлону проходили на территории форта Копакабана. Дистанция состояла из трёх этапов — плавание (1,5 км), велокросс (43 км), бег (10 км). В триатлоне Азербайджан был представлен впервые. В соревнованиях среди мужчин страну представлял бронзовый призёр Европейских игр 2015 года Ростислав Певцов. Обладателем олимпийской лицензии азербайджанский спортсмен стал 15 мая, когда был опубликован окончательный квалификационный рейтинг. Однако на самих Играх Певцов выступил крайне неудачно, заняв в итоге лишь 39-е место. В своём интервью он заявил, что это не тот результат, к которому он готовился, и что он намерен готовиться к следующим Играм.
Мужчины
| Соревнование              | Спортсмены       | Плавание | Смена | Велоспорт | Смена | Бег   | Итоговое время | Место | Отставание |
| ------------------------- | ---------------- | -------- | ----- | --------- | ----- | ----- | -------------- | ----- | ---------- |
| индивидуальное первенство | Ростислав Певцов | 18:14    | 0:51  | 58:12     | 0:42  | 32:07 | 1:52:06        | 39    | +7:05      |

### Тхэквондо

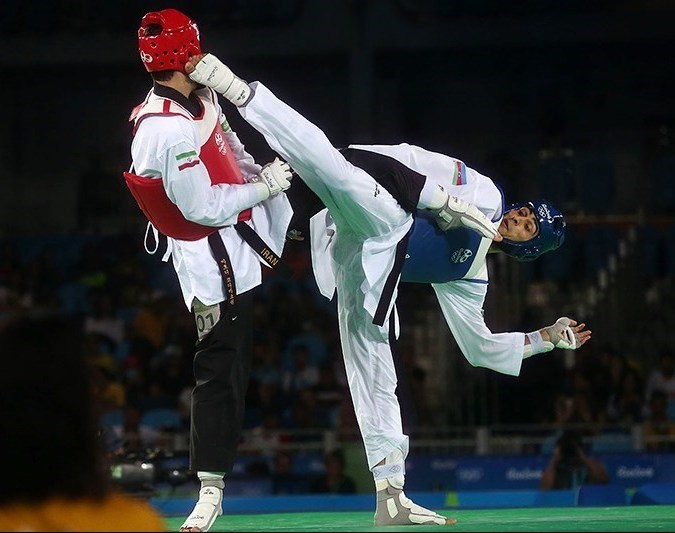
Милад Харчегани (в синем) в поединке с Махди Ходабахши из Ирана

Соревнования по тхэквондо проходили по системе с выбыванием. Для победы в турнире спортсмену необходимо было одержать 4 победы. Тхэквондисты, проигравшие по ходу соревнований будущим финалистам, принимали участие в утешительном турнире за две бронзовые медали.
На соревнованиях в Рио-де-Жанейро Азербайджан был представлен четырьмя тхэквондистами, трое из которых дебютировали на Олимпийских играх. Бронзовые медали принесли Азербайджану серебряный призёр чемпионата Европы 2016 Патимат Абакарова и чемпион Европы и победитель Европейских игр Милад Харчегани. В первом утешительном бою Абакарова, проигравшая первую же встречу, победила двукратную олимпийскую чемпионку У Цзинъюй из Китая, а в поединке за бронзовую медаль — Ясмину Азиз из Франции. Таким образом, Патимат Абакарова стала первой в истории Азербайджана, кому удалось стать олимпийским призёром в тхэквондо. По словам Абакаровой, поднять настрой ей помогла первая победа в утешительной встрече, а встреча за бронзу оказалась «не такой уж сложной».

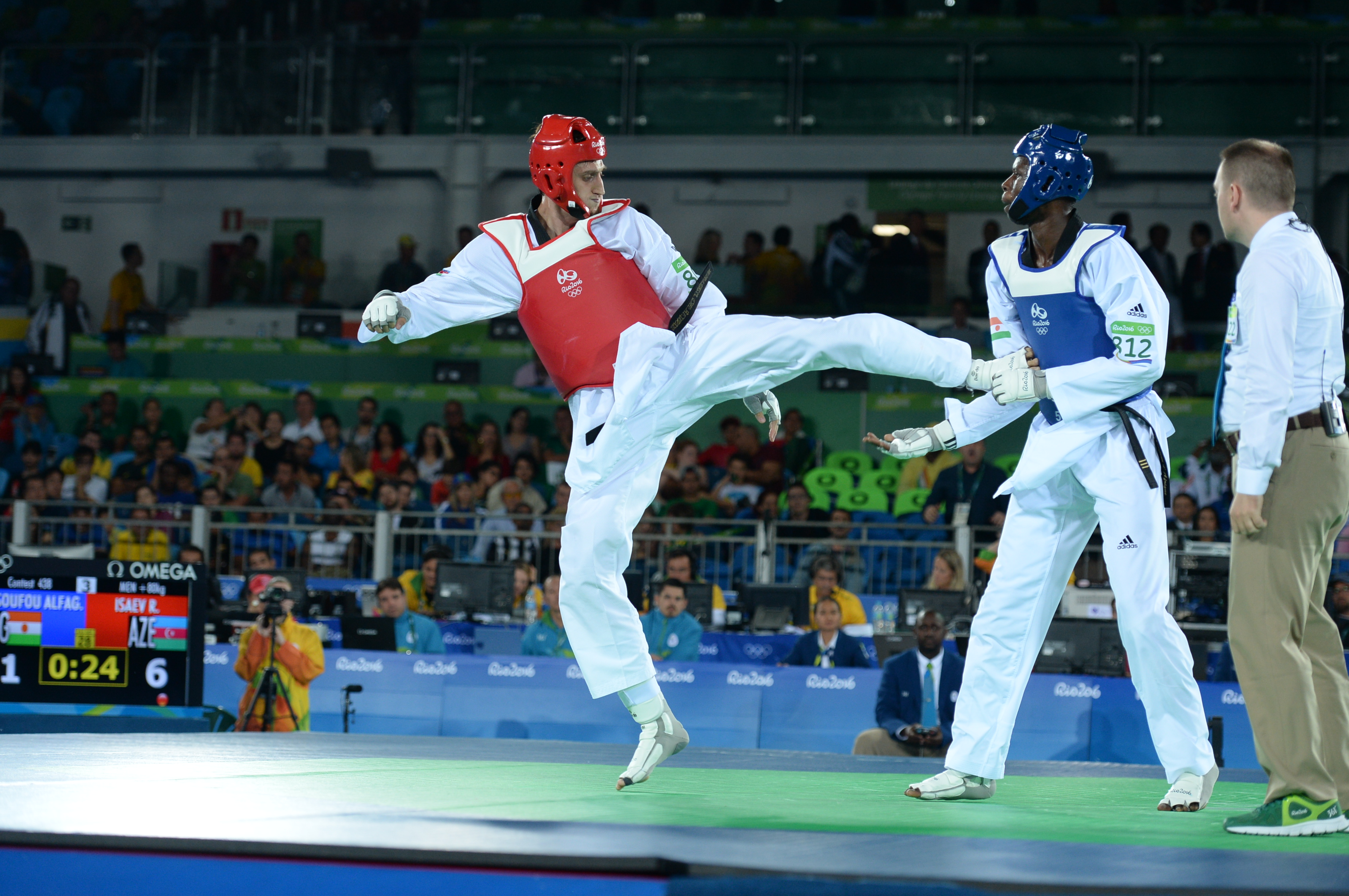
Радик Исаев (в красном) в финальном поединке с Абдулразаком Иссуфу из Нигера

Харчегани дошёл до полуфинала, где проиграл бронзовому призёру Олимпийских игр 2012 британцу Мухаммеду Лутало, а в схватке за бронзовую медаль победил Петра Пазиньского из Польши. По мнению вице-президента Федерации тхэквондо Азербайджана чемпиона мира 2001 года Ниямеддина Пашаева причиной поражения Харчегани стало то, что тот перед этим провёл очень напряжённый бой против чемпиона мира 2015 года иранца Махди Ходабахши, и то, что интервал между боями был небольшой, Харчегани не успел собраться и психологически подготовиться к полуфиналу.
Главным претендентом на победу от Азербайджана считался чемпион мира и Европы Радик Исаев. В весовой категории свыше 80 кг он дошёл до финала, став первым тхэквондистом Азербайджана, который вышел в финал Олимпийских игр. По ходу турнира Исаев победил олимпийского чемпиона 2008 года корейца Чха Дон Мина, а также сильного тхэквондиста из Великобритании Махама Чо. В решающей схватке за звание олимпийского чемпиона Радик Исаев победил Абдулразака Иссуфу из Нигера, став первым в истории Азербайджана олимпийским чемпионом по тхэквондо, а также единственным олимпийским чемпионом от Азербайджана на Олимпийских играх в Рио. Радик Исаев также повторил рекорд Земфиры Мефтахетдиновой, став вторым азербайджанским спортсменом, на счету которого имеются золотые медали чемпионатов Европы, мира и Олимпийских игр. Самым трудным поединком Исаев назвал финальную встречу, где было сложно психологически.
Единственным тхэквондистом Азербайджана, оставшимся в Рио без медалей, стала Фарида Азизова, для которой это были уже вторые Олимпийские игры в карьере. В итоге сборная Азербайджана, имея в активе одну золотую и две серебряные медали, заняла 4-е место, уступив Южной Корее, Китаю и Великобритании, а по общему количеству медалей разделила с Великобританией 2-3-е места.
Мужчины
| Категория   | Спортсмены      | 1/8 финала            | Четвертьфинал          | Полуфинал             | Финал                   | Место |
| Категория   | Спортсмены      | Соперник Результат    | Соперник Результат     | Соперник Результат    | Соперник Результат      | Место |
| ----------- | --------------- | --------------------- | ---------------------- | --------------------- | ----------------------- | ----- |
| до 80 кг    | Милад Харчегани | MLIИ. Кулибали В 13:6 | IRIМ. Ходабахши В 17:5 | GBRЛ. Мухаммад П 7:12 | За 3-е место            | 3     |
| до 80 кг    | Милад Харчегани | MLIИ. Кулибали В 13:6 | IRIМ. Ходабахши В 17:5 | GBRЛ. Мухаммад П 7:12 | POLП. Пазиньский В 12:0 | 3     |
| свыше 80 кг | Радик Исаев     | KAZР. Жапаров В 11:2  | KORЧха Дон Мин В 12:8  | GBRМ. Чо В 4:1        | NIGА. Иссуфу В 6:2      | 1     |

Женщины
| Категория | Спортсмены        | 1/8 финала             | Четвертьфинал            | Полуфинал           | Финал               | Место |
| Категория | Спортсмены        | Соперник Результат     | Соперник Результат       | Соперник Результат  | Соперник Результат  | Место |
| --------- | ----------------- | ---------------------- | ------------------------ | ------------------- | ------------------- | ----- |
| до 49 кг  | Патимат Абакарова | SRBТ. Богданович П 2:3 | Не участвовала           | Утешительный турнир | Утешительный турнир | 3     |
| до 49 кг  | Патимат Абакарова | SRBТ. Богданович П 2:3 | Не участвовала           | CHNУ Цзинъюй В 4:3  | FRAЯ. Азиз В 7:2    | 3     |
| до 67 кг  | Фарида Азизова    | USAП. Макферсон В 6:5  | UZBН. Турсункулова В 5:1 | KORО Хё Ри П 5:6    | За 3-е место        | 5     |
| до 67 кг  | Фарида Азизова    | USAП. Макферсон В 6:5  | UZBН. Турсункулова В 5:1 | KORО Хё Ри П 5:6    | CIVР. Гбагби П 1:7  | 5     |

### Фехтование
В индивидуальных соревнованиях спортсмены сражались три раунда по три минуты, либо до того момента, как один из спортсменов нанесёт 15 уколов. В командных соревнованиях поединок шёл 9 раундов по 3 минуты каждый, либо до 45 уколов. Если по окончании времени в поединке был зафиксирован ничейный результат, то назначалась дополнительная минута до «золотого» укола.
Азербайджан в фехтовании, как и четыре года назад, представляла Сабина Микина, состязавшаяся в индивидуальной сабле. Свою лицензию она завоевала, став победительницей европейского квалификационного турнира в Праге, где разыгрывалась лишь одна путёвка в Рио. На самих же Играх Микина уже в первой встрече проиграла семикратной чемпионке Африки Аззе Бесбес из Туниса со счётом 12:15 и выбыла из турнира.
Женщины
| Соревнование         | Спортсмены         | 1/32 финала        | 1/16 финала               | 1/8 финала            | Четвертьфинал         | Полуфинал             | Финал                 | Место |
| Соревнование         | Спортсмены         | Соперник Результат | Соперник Результат        | Соперник Результат    | Соперник Результат    | Соперник Результат    | Соперник Результат    | Место |
| -------------------- | ------------------ | ------------------ | ------------------------- | --------------------- | --------------------- | --------------------- | --------------------- | ----- |
| индивидуальная сабля | Сабина Микина (21) | Не участвовала     | TUNА. Бесбес (12) П 12:15 | Завершила выступление | Завершила выступление | Завершила выступление | Завершила выступление | 23    |

## Итоги Олимпийских игр для Азербайджана
На Олимпийских играх 2016 года спортсмены Азербайджана завоевали 18 медалей: одну золотую, 7 серебряных и 10 бронзовых. Азербайджан впервые взял медали в гребле на байдарках и каноэ и тхэквондо. В итоге сборная заняла 39-е место в неофициальном общекомандном зачёте по количеству золотых медалей; по общему количеству наград она разделила с Новой Зеландией 14—15-е места, лишь на одну медаль отстав от страны-хозяйки Бразилии, заняла седьмое место среди стран Европы, второе — среди республик бывшего Советского Союза и первое — среди мусульманских стран. В рейтинге соотношения общего числа завоёванных медалей к числу спортсменов Азербайджан занял 1-е место, в рейтинге соотношения завоёванных медалей на миллион жителей страны — 8-е.
Семь наград (три серебряных и четыре бронзовых) Азербайджану принесли спортсмены, выросшие в этой стране, а 11 медалей (одну золотую, четыре серебряных и шесть бронзовых) — натурализованные атлеты. Впервые с 2000 года никто из спортсменов, подготовленных в самом Азербайджане, не смог стать олимпийским чемпионом: спортивные обозреватели связали этот результат с тем, что большинству тренеров в Азербайджане проще заниматься с иностранцами, чем воспитать местных (на последнее уходит относительно больше времени и труда). Натурализованные спортсмены выступают также в тех видах спорта, где азербайджанцев раньше практически не было (женская борьба, гребля, тяжёлые веса в вольной и греко-римской борьбе).
Президент Азербайджана Ильхам Алиев на встрече со спортсменами, участвовавшими на Олимпийских играх, и их тренерами заявил, что результат сборной «свидетельствует о том, что Азербайджан действительно спортивная держава», а то, что в Рио 18 раз был поднят флаг Азербайджанской Республики, Алиев назвал прекрасным подарком азербайджанских спортсменов к 25-летию независимости страны.
18 медалей, завоёванных страной с территорией 86,6 тысяч км² и населением в 10 миллионов, министр спорта и молодёжи Азад Рагимов назвал «огромным успехом». Всех призёров министр назвал «героями». Из-за ряда проигранных финалов Рагимов также назвал Игры для Азербайджана «состязанием утерянных возможностей». Коснувшись темы легионеров в олимпийской сборной Азербайджана, Рагимов заявил, что их успехи помогут развить ряд видов спорта в Азербайджане, например греблю или тхэквондо, а также привлечь детей в данные виды спорта. Также Рагимов заявил, что задачей министерства и федераций при поддержке президента НОК Азербайджана является уменьшение количества иностранцев в сборной Азербайджана.

## Награждения спортсменов и их тренеров

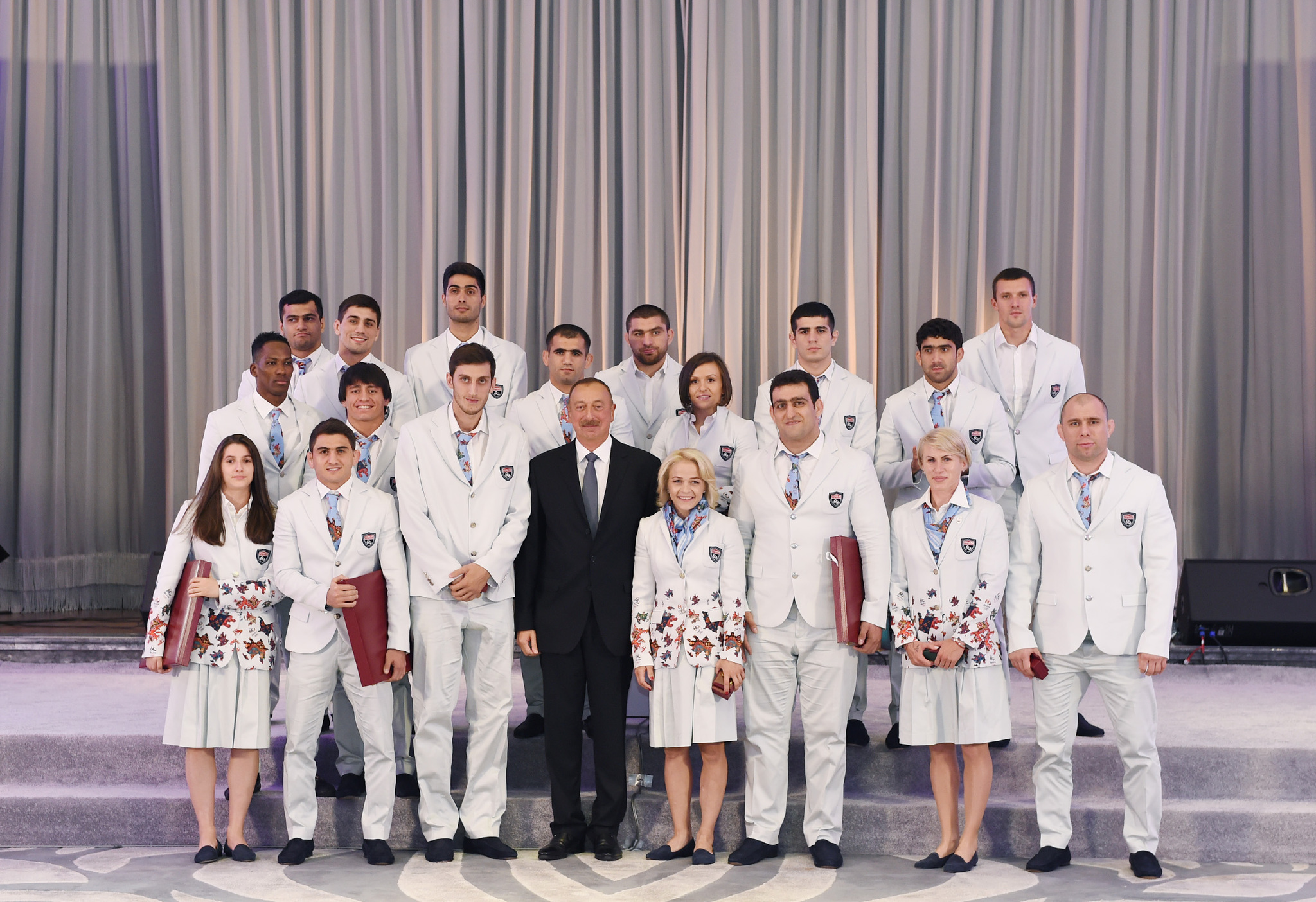
Призёры Олимпийских игр 2016 года от Азербайджана на встрече с президентом республики Ильхамом Алиевым. 2 сентября 2016 года

Согласно распоряжению президента Азербайджана Ильхама Алиева, премиальные за золотую медаль первоначально составили 400 тысяч манатов (тренеру — 200 тысяч манатов), за серебряную — 200 тысяч манатов (тренеру — 100 тысяч манатов), а за бронзовую — 100 тысяч манатов (тренеру — 50 тысяч манатов). 1 сентября 2016 года Алиев подписал распоряжение о дополнительных премиях для спортсменов и их тренеров за результаты на Играх: каждому олимпийскому чемпиону Рио-де-Жанейро НОК Азербайджана обещал вручить дополнительные 200 тысяч манатов, серебряному призёру Игр — 100 тысяч манатов, а бронзовому призёру Игр — 50 тысяч манатов.
В этот же день ряд спортсменов и тренеров указом президента Азербайджана «за высокие достижения, завоеванные на ХХХI летних Олимпийских играх в Рио-де-Жанейро, и заслуги в развитии спорта в Азербайджане» были награждены орденами и медалями. Согласно этому указу, тренеры мужской сборной Азербайджана по тхэквондо Эльнур Аманов и Реза Мехмандост были награждены орденом «Слава», победитель игр Радик Исаев — орденом «За службу Отечеству I степени», трёхкратные призёры игр Хетаг Газюмов и Мария Стадник и серебряные призёры Валентин Демьяненко, Тогрул Аскеров, Эльмар Гасымов, Рустам Оруджев и Лоренсо Сотомайор — орденом «За службу Отечеству II степени». Главный тренер сборной по вольной борьбе Сайпулла Абсаидов, тренер сборной по борьбе Аслан Агаев, тренер сборной по тхэквондо Тараннум Байрамов, тренер женской сборной по борьбе Симеон Штерев, личный тренер Расула Чунаева Исмаил Чопсиев, личный тренер Гаджи Алиева Эльман Азимзаде, главный тренер сборной по греко-римской борьбе Джамшид Хейрабади, тренер сборной по тхэквондо Алекпер Имамалиев, тренер сборной по боксу Мартинес Хименес, тренер сборной по дзюдо Фархад Мамедов, бронзовая призёрка Инна Осипенко-Радомская, тренер женской сборной Азербайджана по тхэквондо Парк Сун Ми, главный тренер сборной по боксу Педро Рок, главный тренер сборной по дзюдо Петер Зайзенбахер, бронзовые призёры Камран Шахсуварлы и Шариф Шарифов, старший тренер сборной по вольной борьбе Фирдовси Умудов и личный тренер Тогрула Аскерова Эльчин Зейналов были награждены медалью «Прогресс».
Помимо этого Патимат Абакарова, Лариса Ахундова, Магомед Алиомаров, Милад Харчегани, Расул Чунаев, Али Дарвишев, Гаджи Алиев, Рашад Али-Заде, Джабраил Гасанов, Анар Мамедов, Орхан Мамедов, Самир Мамедов, Ален Радомский, Дмитро Радомский, Наталья Синишин и Сабах Шариати получили почётные дипломы.